# 普法尔茨林山
普法尔茨林山（[ˈpfɛltsɐvalt] ⓘ）是德国西南部的一个低山地区，位于莱茵兰-普法尔茨州的普法尔茨地区。 该森林亦为普法尔茨林山自然公园，面积1771平方公里，最高海拔处位于卡尔米特山（672.6米）。 
它与法国毗邻的孚日山脉北部一起构成了联合国教科文组织认定的普法尔茨林山-北孚日生物圈保护区，是欧洲最大的森林之一。

## 地理

### 地形

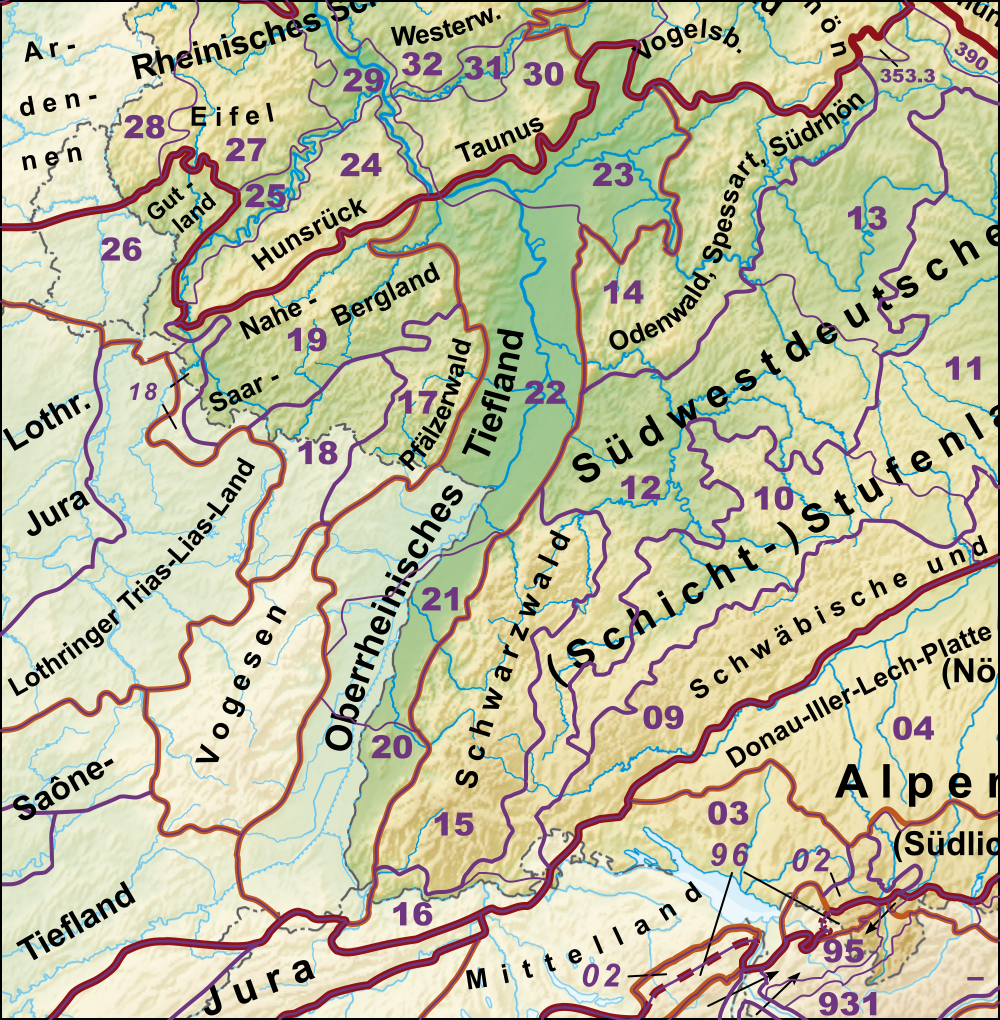
位于莱茵河和普法尔茨林山西侧的陡崖地形图

普法尔茨林山与法国边境以南的孚日森林在形态上没有分离，是一个面积约8000平方公里的中央高地地区的一部分，该地区从伯尔施塔特盆地（从温韦勒经伯尔施塔特和格尔海姆的一条线）到勃艮第门（贝尔福-龙尚-吕尔线），构成上莱茵平原的西部边界。这一景观反过来形成了法国广阔的东部陡崖的东部，在德国的土地上，这些陡崖占据了普法尔茨州和萨尔州的大部分地区，有较老的（例如在唐纳山）和较年轻的地层（壳灰岩阶，例如韦斯特里希高原）。

### 边界
虽然普法尔茨林山的北部和东部边界相对清晰，但向西部和南部邻近景观的过渡则不那么明显。
在北部，普法尔茨林山毗邻北普法尔茨高地，包括唐纳山（686.5米）。这是典型的普法尔茨林山的本特阶砂岩地层的终点，被其他类型的岩石（如赤底统的岩石）所取代。这导致了这两个景观区在地貌上的明显分离，大致沿着从埃森贝格经格尔海姆和伯尔施塔特到凯泽斯劳滕附近的奥特贝格的路线延伸。
哈尔特和上莱茵平原之间的丘陵地区，种植和酿造普法尔茨葡萄酒，被称为葡萄酒街道。德国葡萄酒之路穿过这片丘陵地带。
圣英格贝特-凯泽斯劳滕凹陷从西南偏西向东北偏东延伸至西北部的普法尔茨林山，森林以清晰地陡坡式下降，尤其是进入凯泽斯劳滕以西的兰施图尔布鲁赫沼泽低地。
在大豪斯贝格以西，维斯特里希高原在兰施图勒布鲁赫的南部边界与普法尔茨林山分离，过渡相对平稳。它在过渡区达到了相当的高度，但作为一个壳灰岩高原，它的地形明显不同，不再完全被森林覆盖。它不仅延伸到普法尔茨林山的西部边缘，还向南延伸到孚日山脉。从洛林的伦贝格地区开始，它也形成了摩泽尔河和上莱茵河之间的分水岭；该地区的南部通过莫代尔河系统完全流入上莱茵河。
在南部，狭窄的扎贝尔纳窄道形成了普法尔茨林山之间的边界，该森林作为北孚日山和“实际”的孚日山脉继续进入法国。从地貌和地质角度来看，这条分界线不如莱茵河右岸的情况明显，在那里，欧登瓦德山和黑林山被克赖希高低地明显地分隔开。在莱茵河左岸，只有孚日山脉之外的勃艮第门形成了地形清晰的边界。

### 结构
普法尔茨林山可以分为三个区域：
- 北普法尔茨林山，以广阔的普法尔茨北部丘陵景观为界，向南延伸至凯撒斯劳滕至巴特迪克海姆的一条线路。

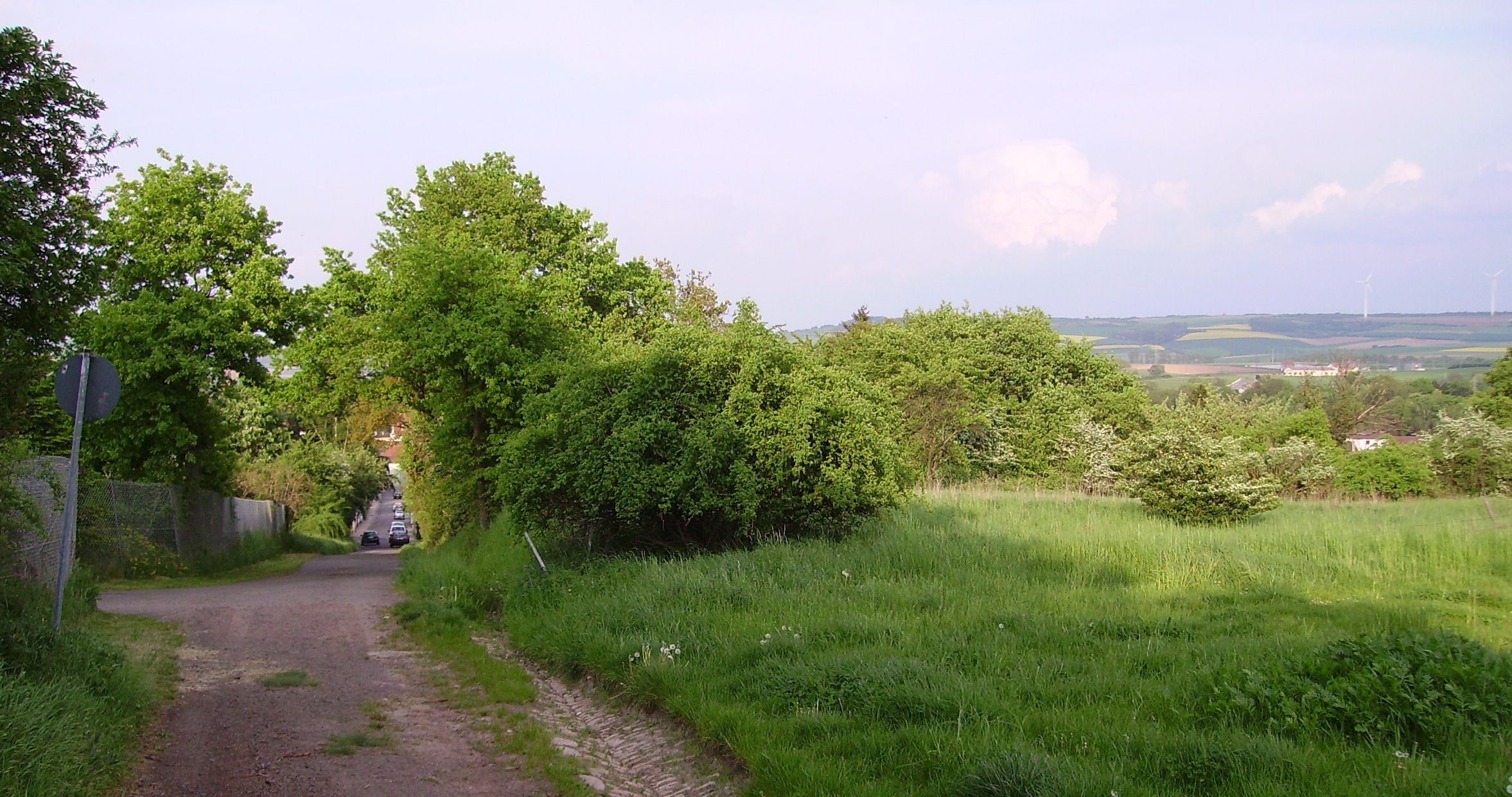
艾森贝格附近的乡村地带

- 中普法尔茨林山，从伊瑟纳赫河和凯撒斯劳滕-巴特迪克海姆线到奎希河和皮尔马森斯到兰道一线。

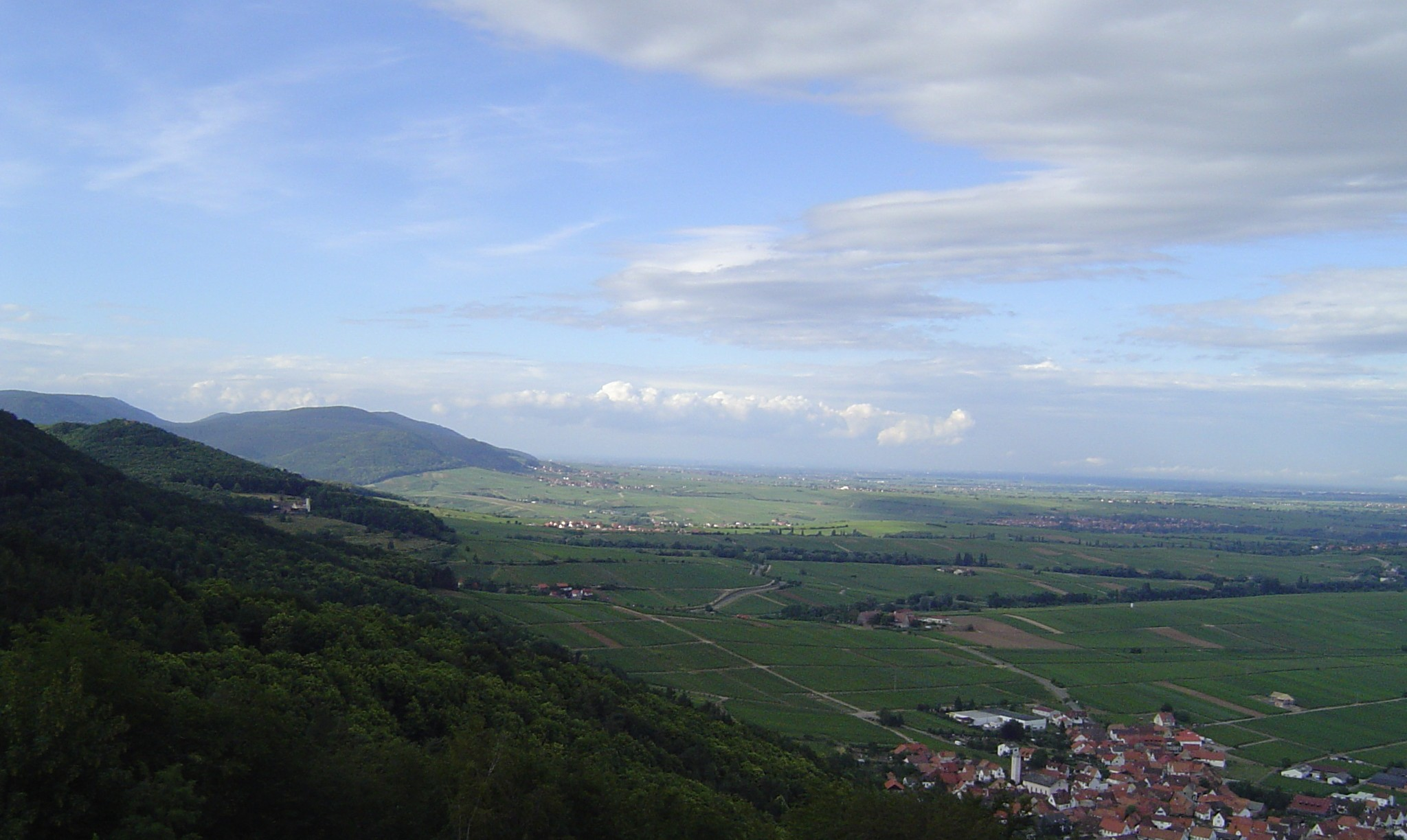
哈尔特山，邻接普法尔茨葡萄酒产区

- 南普法尔茨林山，也称为“瓦斯高（Wasgau）”，从奎希河和皮尔马森斯到兰道一线到南部的法国边界处。

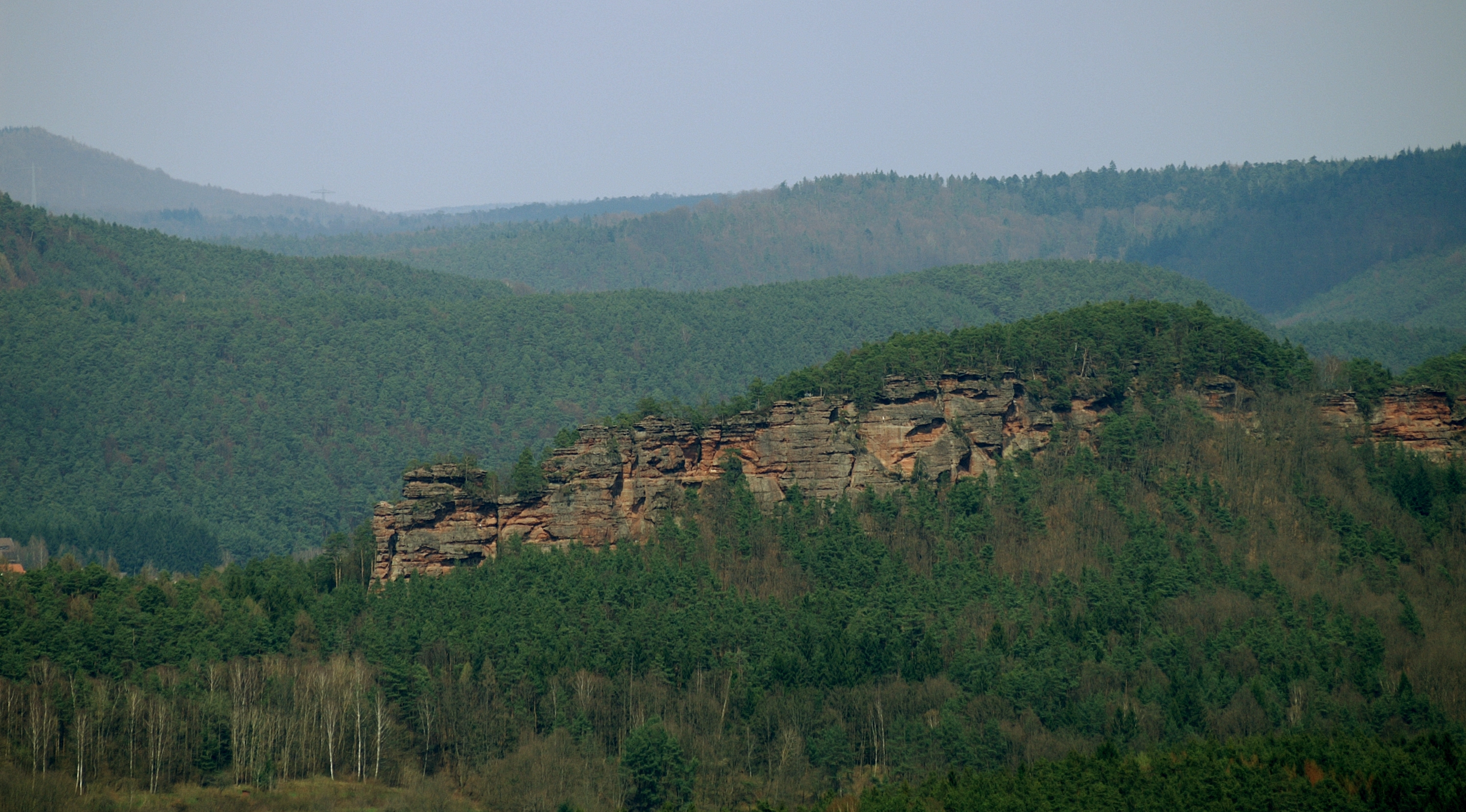
达恩附近的霍赫施泰因（高石），是一个登山热点

### 分区
普法尔茨森林是普法尔茨-萨尔兰坡地内的一个主要（三级）自然区域（二级主要区域），向南延伸至萨维尔纳山口，即进入法国领土，在那里它继续延伸为孚日山脊。由于法国边界的原因，这一点往往得不到承认；因此，法国境内的自然区域南部经常被错误地算作北孚日的一部分。
20世纪50年代和60年代，德国联邦区域研究所在《德国自然区域划分手册》和1:200000张地图上绘制了这些斑砂岩山脉的重要分区。尽管如此，手册使用的名称还是存在一些偏差。
最重要的附属景观是在地图的帮助下列出的；地图上只显示了著名景观的名称，只显示了更重要的景观边界。
- 普法尔茨林山
  - 下普法尔茨林山（北普法尔茨林山）
    - 奥特贝格林山
    - 施通普夫森林
    - 奎特斯山（Queitersberg）

  - 中普法尔茨林山
    - 迪默施泰因森林

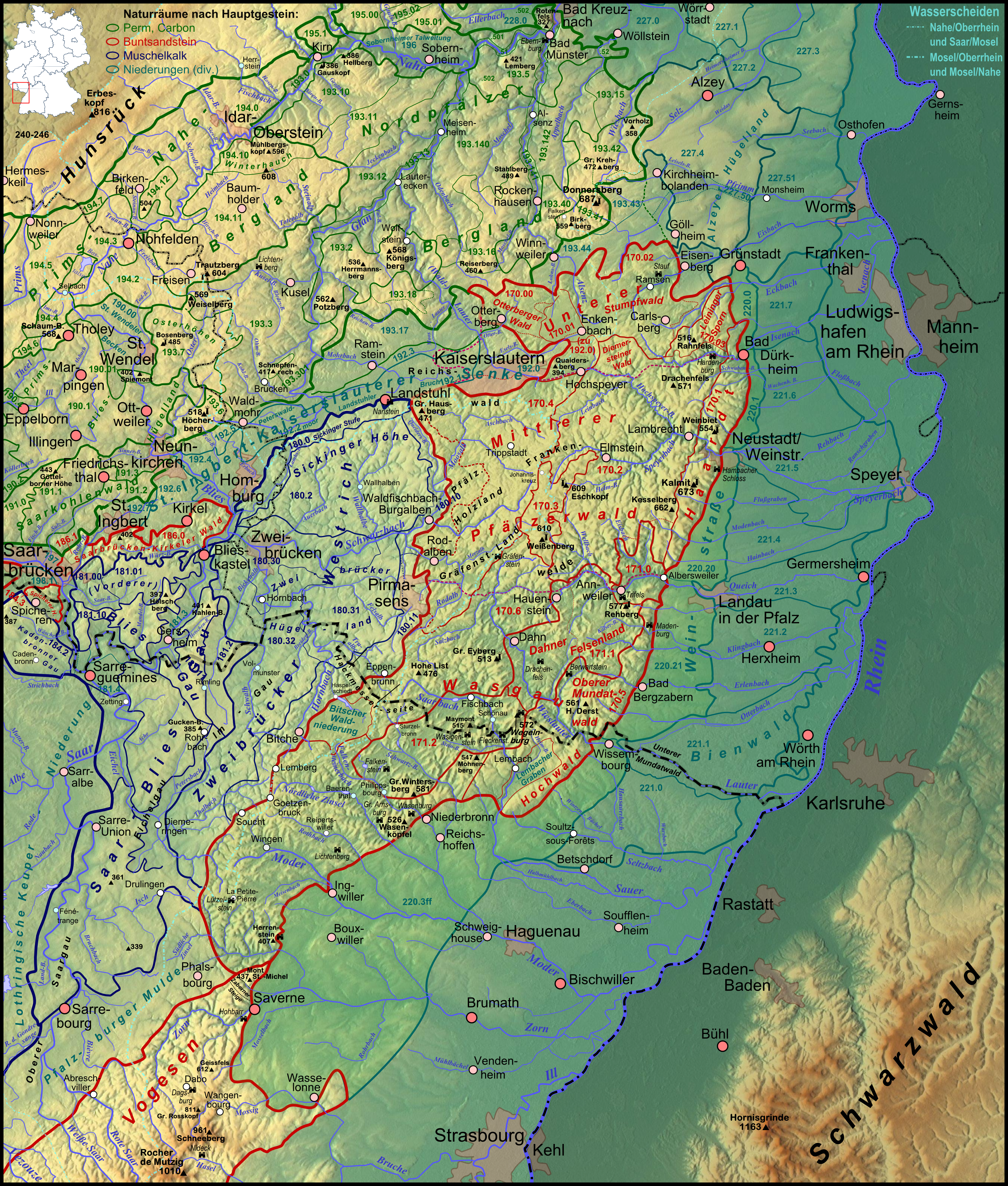
普法尔茨林山分区；物理和自然区域景观名称和边界为红色，周围主要景观为其他颜色

    - 莱宁根山嘴（Leininger Sporn）
    - 上普法尔茨林山
    - 哈爾特山

  - 瓦斯高地区
    - 西瓦斯高
    - 达恩-安韦勒岩地（Dahn-Annweiler Felsenland）
    - 东瓦斯高
    - 南瓦斯高

## 历史

### 名称
“Pfälzerwald”这个名字最早是在1843年由位于中部的约翰尼斯克罗茨的林业工作者使用的，当时普法尔茨是巴伐利亚王国的一部分，他们用它来指代普法尔茨的斑砂岩地区的森林。1902年，当普法尔茨林山俱乐部（Pfälzerwald Verein，缩写PWV）成立时，它的使用得到了扩展，特别是PWV的先驱之一弗里茨·克劳斯，努力推广这个名字。1911年，普法尔茨地理学家和当地历史学家丹尼尔·海贝尔勒（Daniel Häberle）提出了一个更精确、更科学的定义，将普法尔茨林山定义为一个独立的自然区域。
1850年之前，普法尔茨的斑砂岩山脉并没有一个完整的名称，当时的观念是由历史领土因素而非地理因素决定的。相比之下，凯尔特人和罗马人将莱茵河以西的整个山脉视为一个整体，没有区分该地区的不同部分，即今天的普法尔茨林山和孚日山脉。该山脉以凯尔特森林之神沃塞古斯命名，在许多罗马手稿中被记录为“silva Vosegus”或“mons vosegus”。正是从这个语言学根源上，在中世纪，孚日（Vosges）这个名字出现在法语区，瓦斯根（Wasgen或Wasigenwald），后来也被称为瓦斯高（Wasgau），出现在德语区。
因此，尽管瓦斯根一词在很长一段时间内继续指代莱茵河西岸的整个山脉，但在20世纪初，它逐渐局限于砂岩山脉的阿尔萨斯部分，而Pfälzerwald（“普法尔茨林山”）一词越来越多地用于指代普法尔茨部分。这导致普法尔茨林山和孚日山脉被定义为独立和独特的景观。然而，近几十年来，在欧洲一体化（《申根公约》）的背景下，越来越多的人再次将整个山区综合体视为一个单一的地理实体。这种态度变化的证据可以从联合国教科文组织1998年建立的第一个跨界生物圈保护区——北孚日普法尔茨林山生物圈保护区中看出。

### 定居历史

#### 人类活动痕迹（截至10世纪）
虽然自新石器时代（公元前5500年至公元前4500年）以来，尤其是在凯尔特人（公元前800年至公元10年）和罗马（公元前10年至公元450年）时期，在现在的普法尔茨州更适合居住的地区有人类活动的痕迹，但在移民时期（约公元600年）结束之前，莱茵河西岸的山脉几乎无人居住，被茂密的古老森林覆盖。

#### 修道院、殖民和发展（7-13世纪）

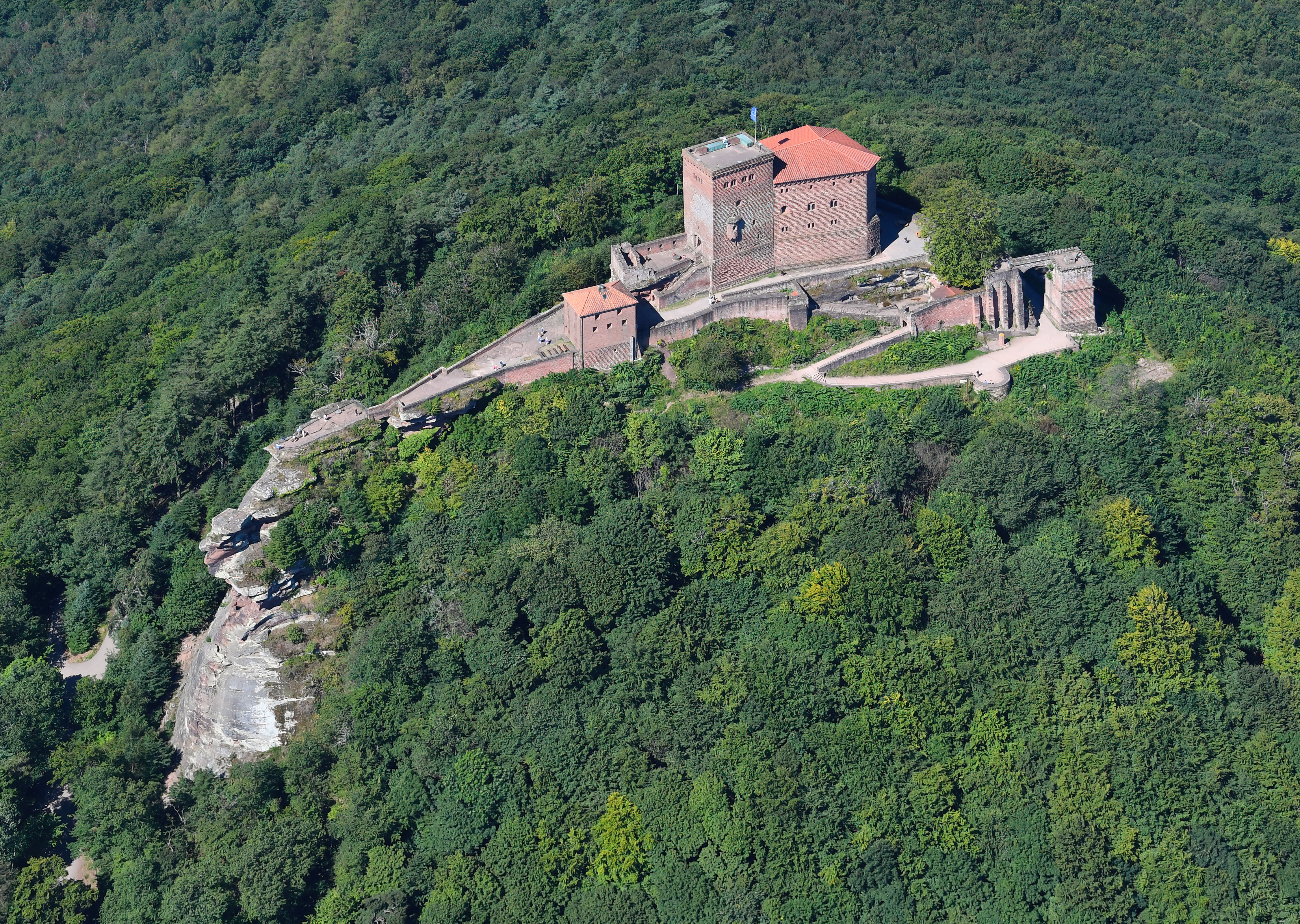
特里菲尔斯城堡，萨利安帝国的政治中心

在中世纪前期（7至10世纪）的法兰克人征服将他们带到今天的普法尔茨林山边缘后，中世纪（10至13世纪）的人口压力越来越大，尤其是通过贵族和教会的主动行动，例如通过建立修道院，如奥特贝格的熙笃会修道院（1144年）和奥伊瑟塔尔的修道院（1148年），以及对山脉的殖民化和开发。可用于农业的地区被永久清理和安置。这一发展在萨利安王朝（10世纪至12世纪）和霍亨斯陶芬王朝（12世纪和13世纪）皇帝时代达到了顶峰，特里菲尔斯城堡和周边地区的其他城堡的建设一度使其成为帝国的权力中心。

#### 废弃的村庄，过度开发和枯竭（14-18世纪）
这种发展发生在中世纪后期（13至15世纪）和早期现代（16至18世纪），因为战争和经济环境导致疾病（如瘟疫）和饥荒导致人口大幅下降，定居点总数急剧下降（留下废弃的村庄）。因此，在山区殖民化期间，由于沙质土壤营养不良，不适合耕种，并且由于过度使用和开发，不得不在短期内就放弃这些开垦区域。此外，利用森林获取木柴和木材也不符合可持续性原则。一方面，生产稻草（用作牛垫层的树叶）和森林牧场破坏了土壤和森林；另一方面，需要大量木材的铁、玻璃和钾肥的制造导致了几个世纪以来森林的过度使用和破坏，从而导致了人口的进一步贫困。森林本身支持的职业，如伐木工、木炭燃烧工、木材流送工、树脂燃烧工（使用沥青锅炉）和灰烬燃烧工，只支持微薄的生存。

#### 移民、再贫困、首次通勤者（18世纪末至20世纪初）

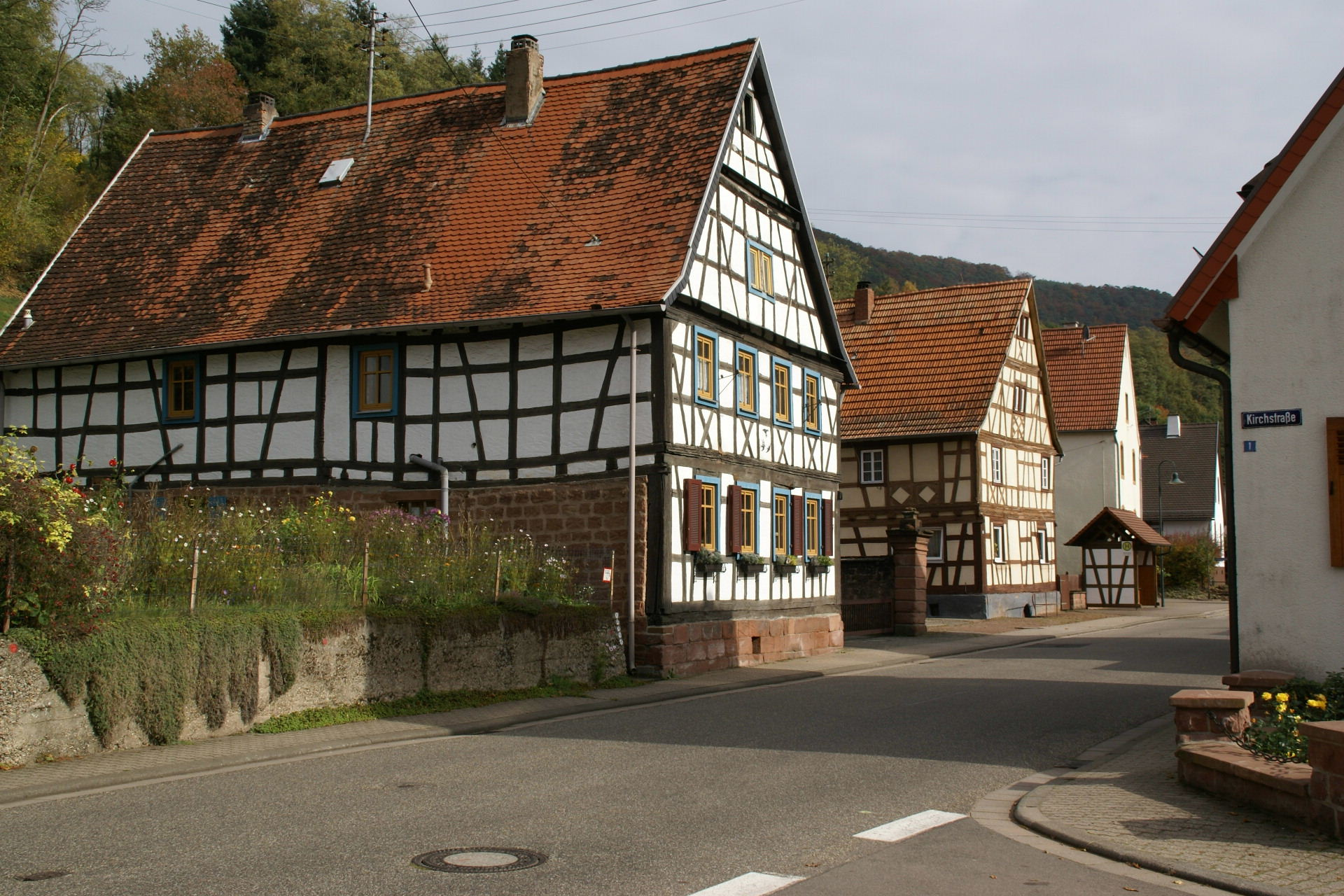
瓦斯高地区的博本塔尔小镇

在三十年战争期间大量人口损失后，人口在17世纪末开始恢复和稳定，最初是由于来自蒂罗尔和斯瓦比亚的定居者移民以及来自瑞士、法国和荷兰的胡格诺派和门诺派宗教难民的定居。从那时到18世纪末，由于农场（如法兰克式房屋）的更好设计和村庄（集群村庄或Hauffendorf）的扩张，人口出现增长。然而，这一发展意味着山区的资源迅速枯竭，人口过多和贫困，特别是在19世纪，导致移民到新大陆的人数增加。除了适度的铁提取和加工、森林工作和造纸厂运营外，皮尔马森斯地区的制鞋业是唯一真正的收入来源。这意味着19世纪下半叶的铁路（路德维希铁路和兰道-茨威布吕肯线）使情况有所改善，因为可以通勤到普法尔茨林山以外的城镇，并在该地区以外的新兴产业之一（如路德维希港的巴斯夫）寻求就业。

#### 去工业化和旅游业兴起

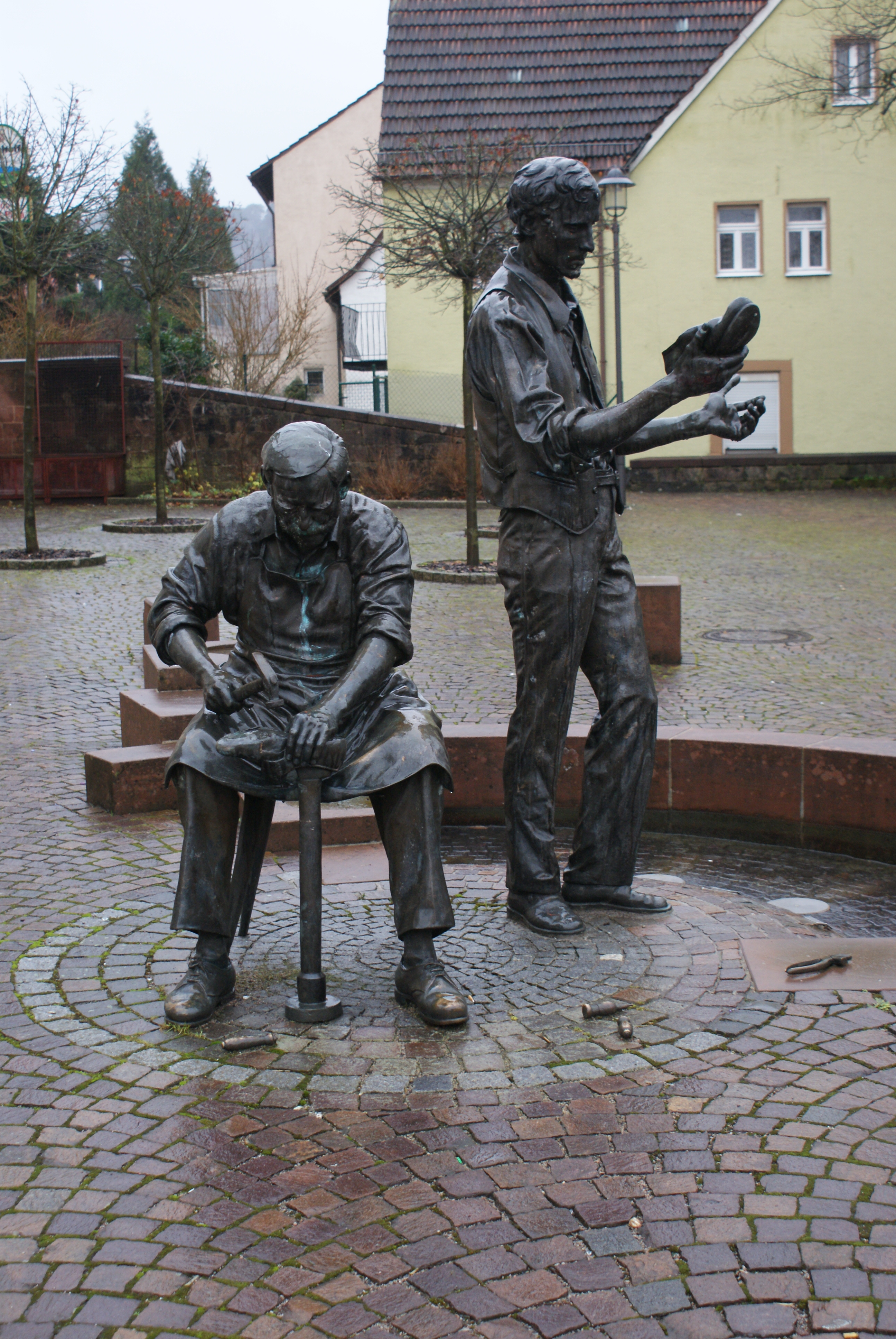
位于豪恩施泰因的鞋匠纪念碑

在20世纪，德国的总体经济结构变化也影响了普法尔茨林山地区，该地区越来越融入整体经济和交通系统。通过建设基础设施（如公共交通），与世隔绝的林场村庄成为具有服务性质的城市，在许多情况下，村民现在不再在当地工作，而是在更远的地区中心工作，如路德维希港和凯泽斯劳滕。
相比之下，山区的本地工业变得稀少或关闭，这可以从鞋业的例子中看出。自20世纪50年代和60年代的鼎盛时期以来，全球化导致鞋类生产转移到国外，导致该行业几乎完全崩溃，尤其是在20世纪80年代和90年代，失业率上升和引发的移民趋势加剧了这种情况。此外，过去几十年影响深远的人口变化造成了进一步的结构性问题，特别是通过人口下降、老龄化和移民影响到人口稀少地区的偏远社区。
与此同时，森林高地在二十世纪下半叶作为具有特殊生态地位的娱乐和休闲活动场所变得越来越重要。这反映在各种旅游概念和活动中，为当地人口提供额外的工作和收入机会，并有助于抵消上述结构变化。

### 自然公园和生物圈保护区
尽管普法尔茨林山早期主要被视为原材料和能源供应的来源，但今天，除了其娱乐和休闲功能外，其作为“特殊保护景观”的生态重要性已经凸显出来。这种态度的变化，特别是通过建立普法尔茨林山自然公园，以及后来的普法尔茨林山-北孚日生物圈保护区，得到了明显的体现。

#### 自然公园

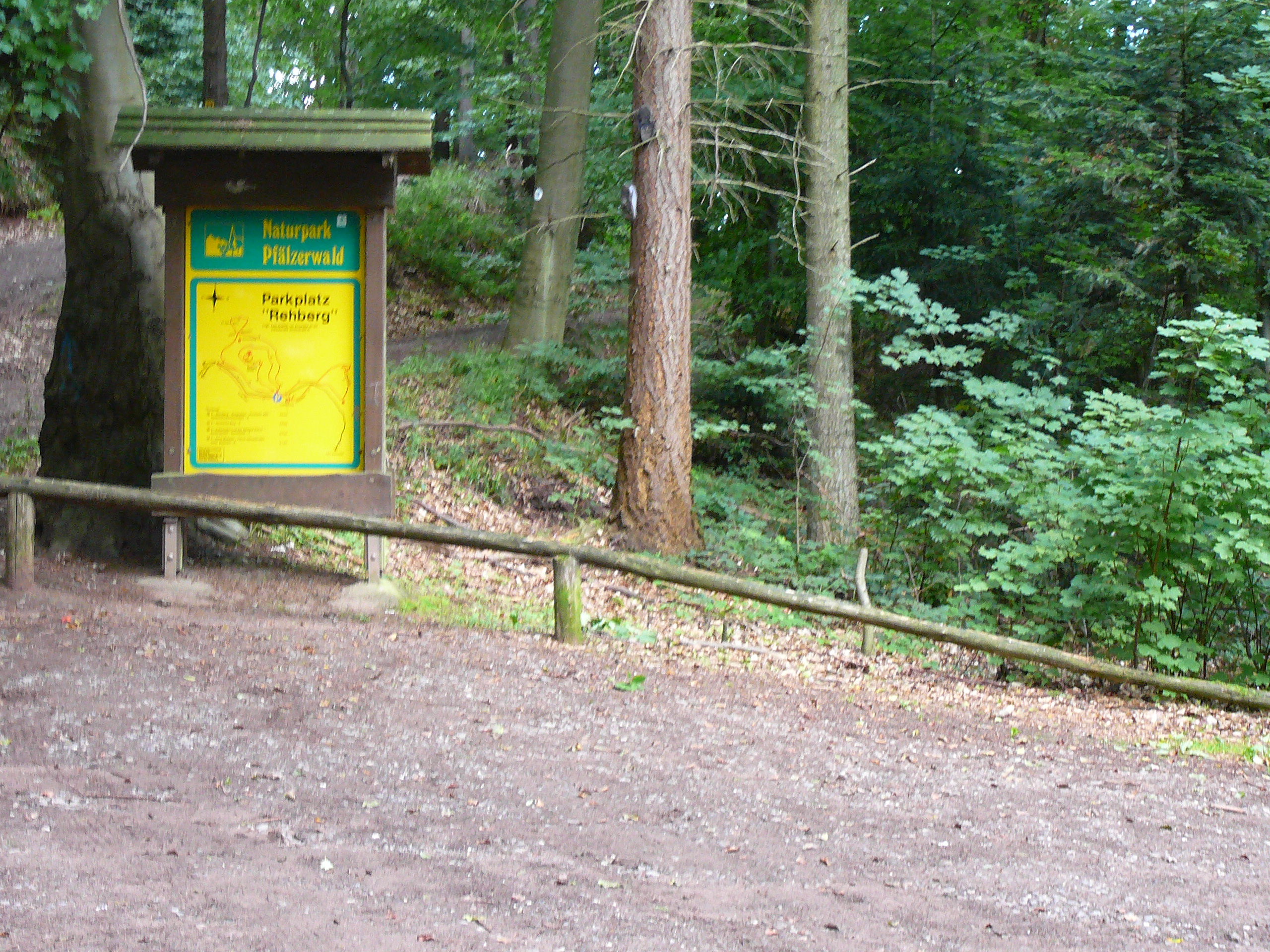
雷贝格林地停车场，可以看到环形步道

普法尔茨林山自然公园创建于1958年，是德国的第三个自然公园。根据自然公园概念创始人阿尔弗雷德·特普费尔（Alfred Toepfer）的要求，普法尔茨林山将成为莱茵河谷城市压力重重的上班族的娱乐和锻炼场所，当时这些城市正遭受严重的空气污染。自然公园扩建计划设想建立95个停车场、13个营地、7个观景塔和5个露天游泳池。
事实上，在最初的七年里，共创建了62个林地停车场，以及530张长椅和同样多的垃圾箱。总共增加或创建了370公里的步行路线，并铺设了45条有标志的环形步行道。自然公园的管理层接管了普法尔茨林山俱乐部（PWV）。这20个开放式避难所以木屋风格为步行者建造，以普法尔茨林山俱乐部总经理路德维希·费舍尔的名字命名为“费舍尔小屋”。
20世纪60年代中期，PWV得出结论，志愿者无法完成所需的工作，并将自然公园的管理权交给了普法尔茨省政府。到1974年，已花费370万欧元用于改善娱乐设施。
1975年左右，人们认为娱乐设施的扩建已经完成，人们的注意力转向了对生物群落和中心景观的照顾。人们也越来越希望用物种丰富的特定地点混合林来取代因战争、战争赔偿和危机时期而种植的许多松柏树单一栽培。
1982年7月20日，普法尔茨林山自然公园协会（Verein Naturpark Pfälzerwald）作为一个支持组织成立。该协会的成员是那些领土被自然公园覆盖的县和独立城镇，以及普法尔茨地区协会、各种漫步者和体育俱乐部以及环境组织。许多社会组织参与了自然公园的工作，确保了学术和区域个人利益的独立性。该协会的目标是平等发展自然公园及其同名生物圈保护区，保持其独特性和美丽性以及国家娱乐价值。自1997年以来，该协会的总部一直设在兰布雷希特。

#### 生物圈保护区

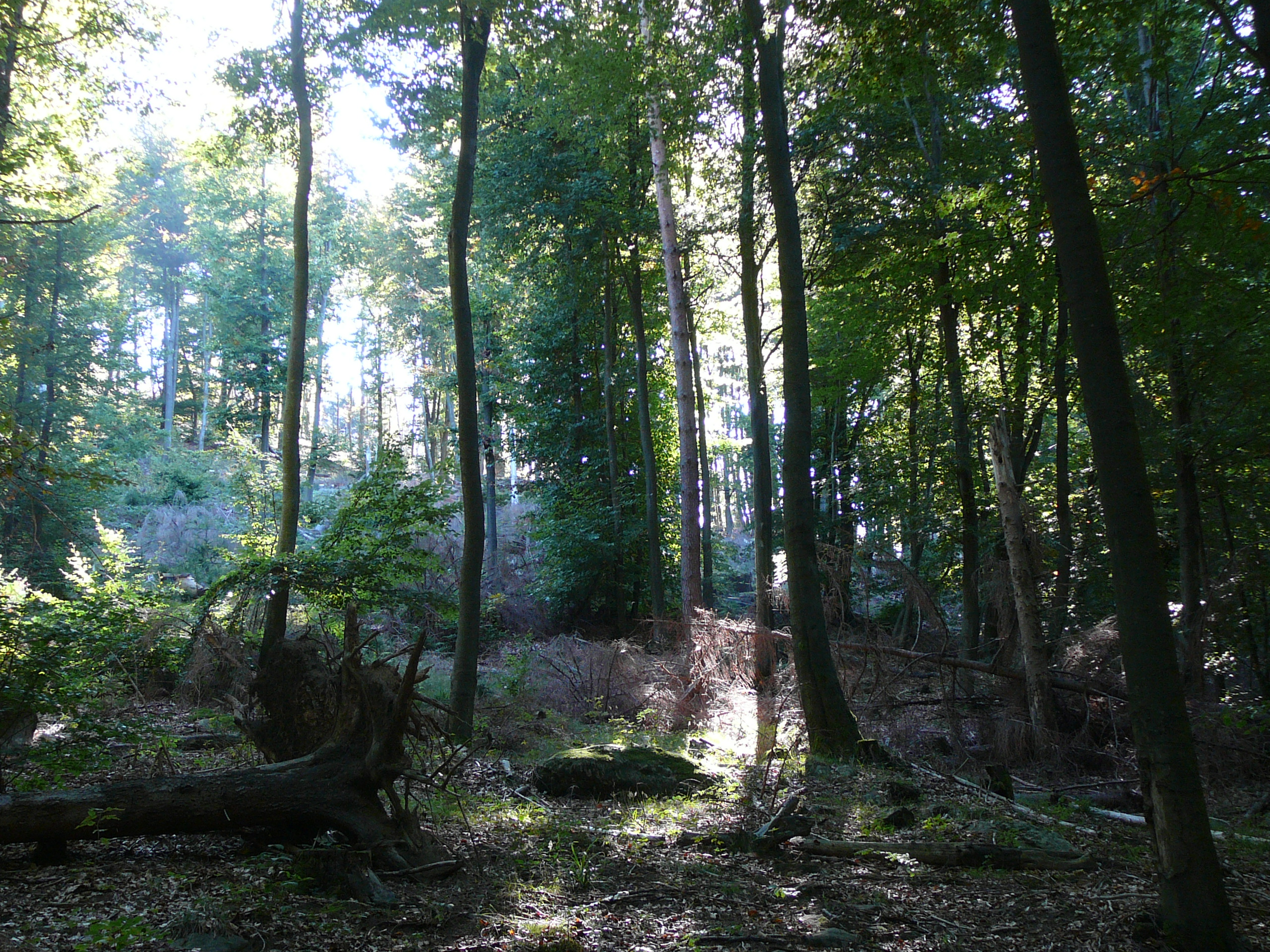
保护区核心区域：维斯劳特（Wieslauter）源区

普法尔茨林山自然公园于1992年被联合国教科文组织认定为生物圈保护区。1998年，它成为联合国教科文组织第一个跨境生物圈保护区的德国部分，即普法尔茨林山-北孚日生物圈保护区。因此成为（截至2009年）德国15个生物圈保护区中的第12个。这些领域对全球保护生物多样性具有特殊意义，生态方面、可持续经济管理、环境教育和环境研究在这些领域最为紧密地联系在一起。
2007年，莱茵兰-普法尔茨州颁布了一项法令，根据该法令，联合国教科文组织生物圈保护区设计指南将专门针对普法尔茨林山自然公园实施。该法令规定了一个分区方案作为其主要重点，该方案设想了三个具有不同目标和保护功能的区域：
- 核心区域：在“对自然过程影响最小”的地方，即确保对典型生态系统的完全保护，保护生物多样性的安全保护区。
- 缓冲区域：缓冲区用于“生态良好的农业实践”，以保护景观特征。它们旨在补充和连接核心领域。
- 过渡区域：主要重点是促进“可持续性示范项目”，例如，这些项目可能包括发展可持续旅游概念或无害环境地生产区域产品。

该法律还涵盖了“安静地带”（Stillezonen），旨在确保“在安静中娱乐”，但不属于联合国教科文组织生物圈保护区指导方针的一部分。该概念源于普法尔茨林山自然公园的旧保护区条例（1984年），因此与其他三个区域重叠。
核心区、缓冲区和过渡区代表性地分布在生物圈保护区的整个区域。作为其中的一部分，确定了大约16个核心区，总共覆盖了约2.3%的面积。威斯劳特的源区（2296公顷）是生物圈保护区中最大的核心区，主要是原始山毛榉、橡树和松树的混合林。

## 地质
普法尔茨林山的主要特征是一块杂色砂岩及其下伏的镁灰岩地层。这些岩石类型的构造形成的层理及其随后的侵蚀导致了我们今天看到的这个低山脉的地形。

### 发展历史

#### 杂色砂岩的形成
在二叠纪地质时期（约2.96亿至2.51亿年前），第一批约100米厚的砂岩地层沉积在今天的普法尔茨林山地区；特别是，赤底统和镁灰岩统（约2.56-2.51亿年前）的岩石单元非常重要。在日耳曼三叠纪初期，即从下三叠纪到中三叠纪初期（约2.51-2.43亿年前）存在类似沙漠的气候，因此，由于沙子的进一步沉积，形成了厚度高达500米的岩层。除其他外，通过添加氧化铁，导致岩层变色——因此得名“bunter”(杂色）砂岩（bunter在德语中是“有色”的意思）——并且，根据材料的类型和结合，（粘土结合砂岩与硅化石英砂岩相反）形成不同硬度的岩层。这就形成了下部、中部和上部杂色砂岩的亚群。这些杂色砂岩在壳灰岩阶（2.43亿至2.35亿年前）和考依波阶（2.34亿至2亿年前）被不同类型的沉积物覆盖，在侏罗纪（2亿至1.42亿年前）和白垩纪（1.42亿至6600万年前）时期也是如此。

#### 杂色砂岩的铺设

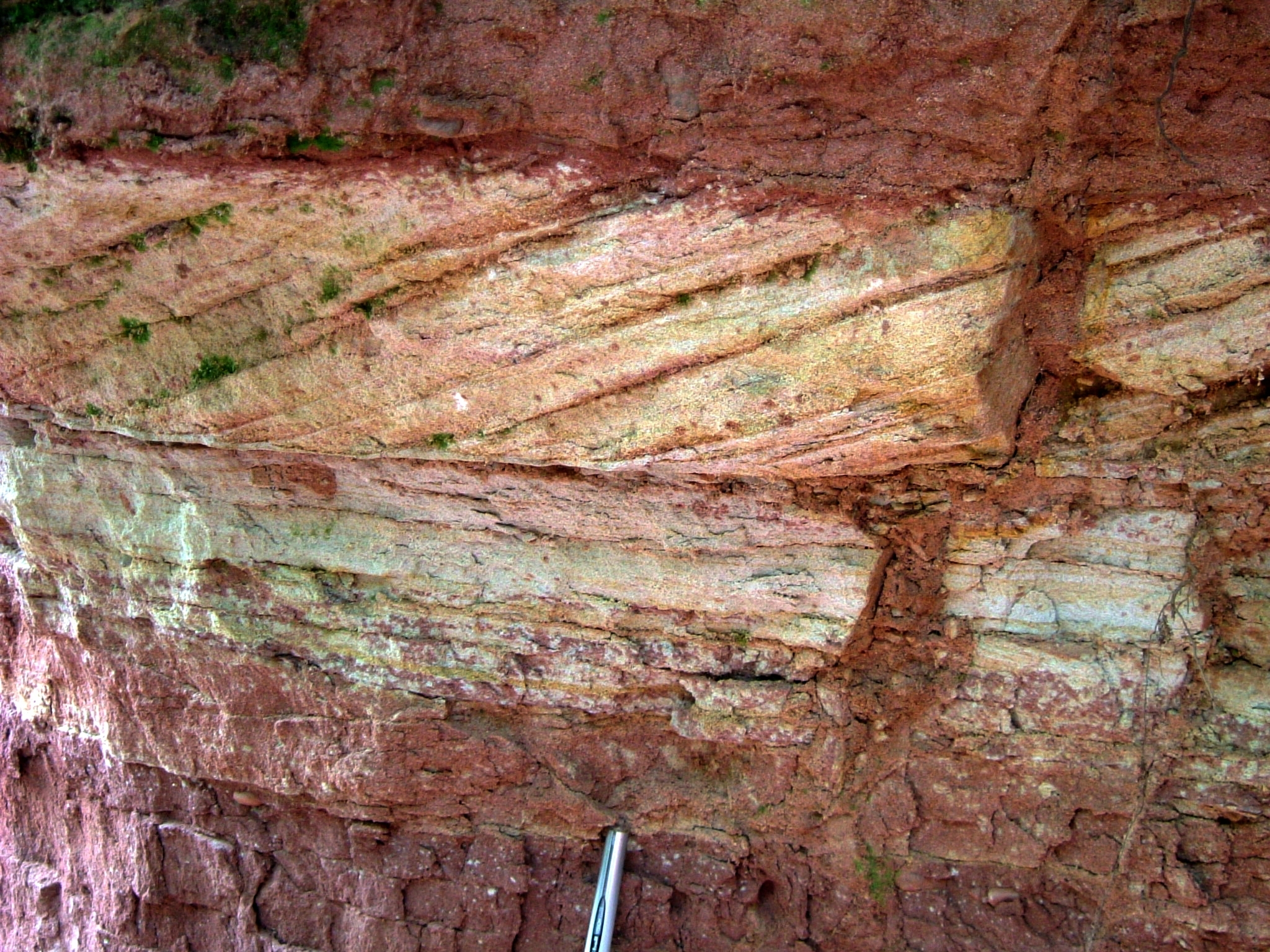
杂色砂岩的交错层理，位于恶魔之桌的山脚下，后魏登塔尔附近

在新生代古近纪开始时（6600万至2380万年前），阿尔卑斯山的形成导致地壳出现相当大的紧张局势，在阿尔卑斯山以北的前地带，导致地幔和地壳隆起。在如此形成的拱形顶部，存在相当大的拉应力，因此岩层被拉伸，大约3500万年前，地壳中出现了深深的裂缝和凹陷（被动张裂作用）。与此同时，新形成的低地的两侧在普法尔茨林山地区被抬升至约1000米的高度。
这些过程一直持续到今天，对低山区目前的景观产生了四个重要影响：
- 移除了约800米的地表岩石（道格统、里阿斯统、考依波统和壳灰岩统），从而暴露出杂色砂岩。
- 砂岩层的倾斜
- 海涌和槽的形成
- 将杂色砂岩破碎成单体断块和断层的形成

#### 现代景观的形成
在晚古近纪（3400万至2380万年前）和新近纪（2380万至280万年前。特别是，正是在不同的寒冷和温暖时期发生的风化和清除过程决定了普法尔茨林山的最终地形形状。其特征是一个由深度切割的山谷组成的系统，尤其是在北部和中部，有着各种各样的山脉形状和奇异的岩层。

### 结构

#### 基岩

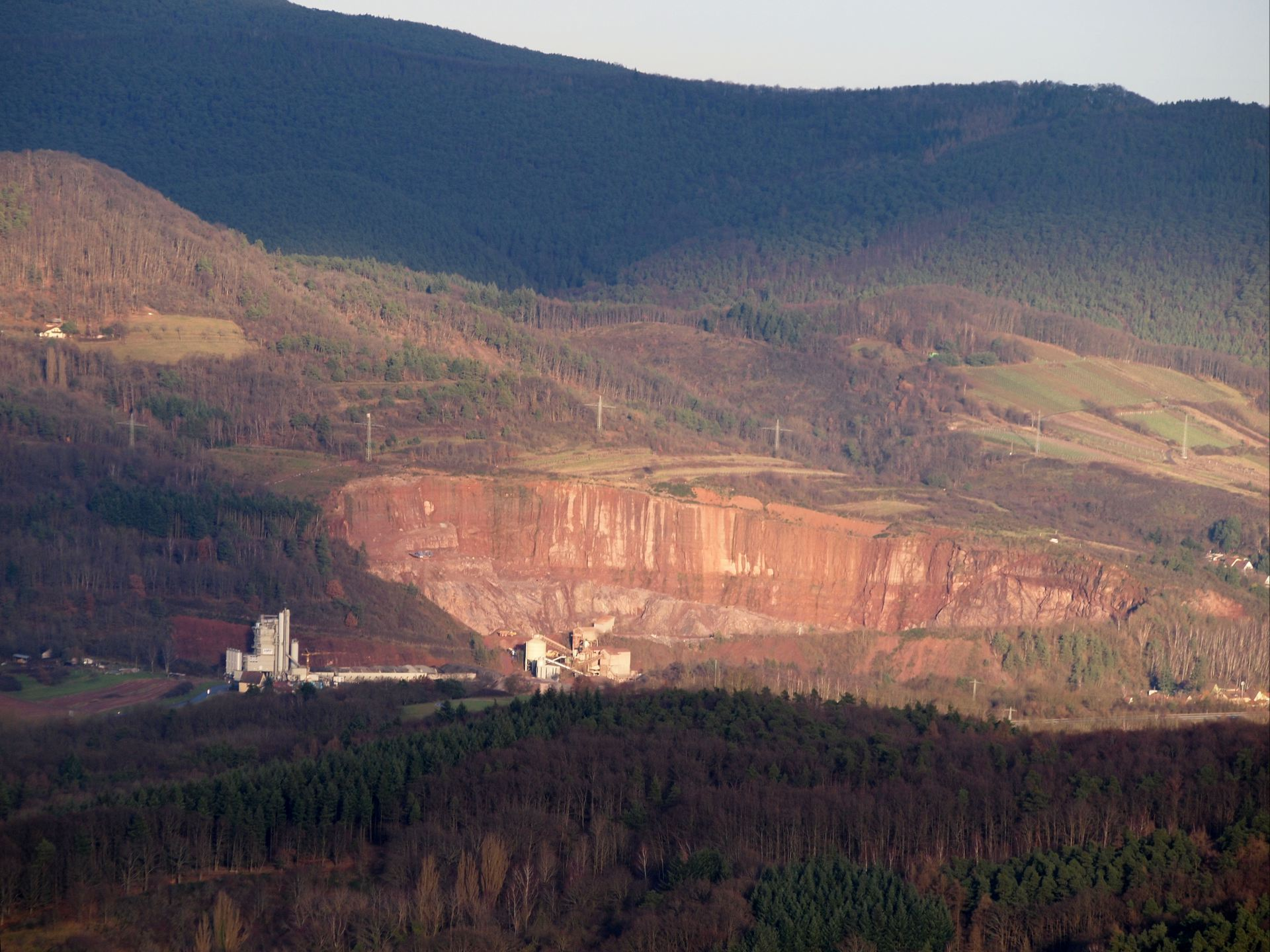
奎希山谷的片麻岩采石场

如今，片麻岩和板岩形成了普法尔茨林山的基岩，但它们通常被较年轻的岩层覆盖，只在山脉东部边缘的少数地方出现。

#### 赤底统和镁灰岩统地层
这些岩层覆盖基岩，除砂岩外，还包括页岩和泥灰岩。它们通常具有较软的稠度，因此在普法尔茨林山北部（施图姆夫森林）和东南部形成宽阔的山谷和侵蚀面。镁灰岩质的南普法尔茨砂岩地层分为四个地层，总厚度约为80至100米。

#### 杂色砂岩层
杂色砂岩的岩石单元分为三个地层：
- 下部杂色层：下部杂色层是普法尔茨林山的典型岩石，覆盖了280至380米深的低山脉的大片区域。砂岩含有大量石英，很少含有长石和云母，因此它们风化成沙质土壤，营养成分贫乏，几乎不用于农业目的。总共有三个细分区——特里菲尔斯、雷贝格和施洛斯贝格岩层——其中几个不同厚度的岩石带组合在一起。

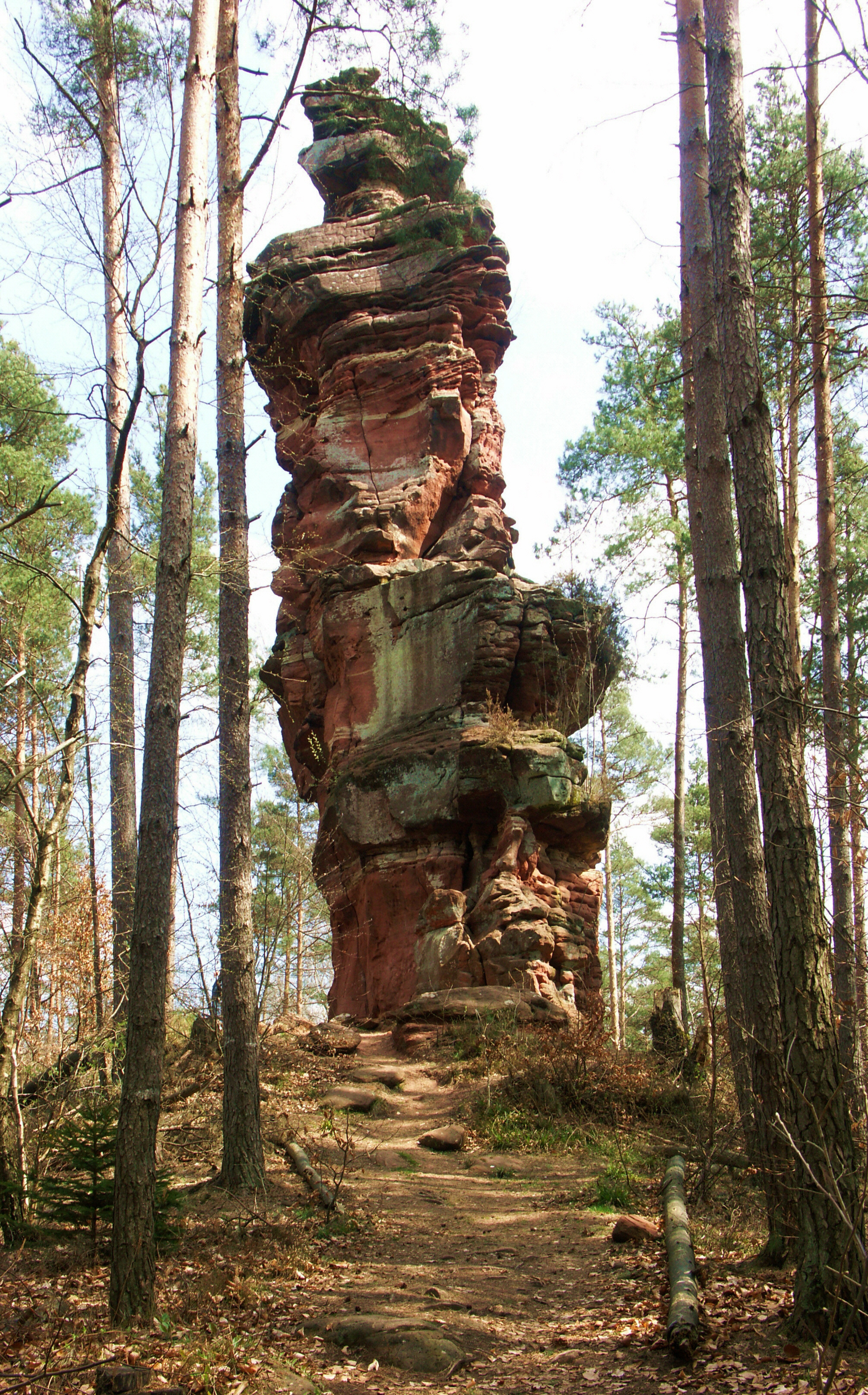
布鲁赫韦勒附近的拿破仑斯菲尔斯岩石的特里菲尔斯岩层

- 中部杂色层：在中部杂色层，也可以识别出厚度约为80至100米的各种岩石区域。最引人注目的是卡尔斯塔尔层，主要以硅化岩石块的形式出现在地表，以及上部岩石带和原生砾岩，它们也由硅化物粗砂岩和砾石组成。该地层顶部是“紫色边界层”（德语：violette Grenzchicht），主要由富含云母的精细沉积物组成。
- 上部杂色层：中间岩层和弗尔特岑砂岩共同形成了厚度约100米的上部杂色层。与下部杂色层和中部杂色层不同，这些地层含有更多的云母、碳酸盐和粘土矿物，因此风化成富含营养的土壤，这些土壤用于普法尔茨林山西部（霍尔茨兰）岛状空地的农业。

## 地貌

### 景观特性
普法尔茨林山不同岩层的风化和侵蚀及其不同的硬度导致了低山景观，其具有密集、深切的山谷系统和各种各样的山丘形状。下部杂色层和中部杂色层的坚硬和抗蚀岩石形成了陡崖地貌，其特征是单面山景观，尤其是在北部和东部，而普法尔茨林山的东南部主要是由侵蚀面分隔的相当孤立的山丘。

从特里菲尔斯阶的雷贝格（塔）可以看到林山的全景，有许多山丘和茂密的造林

### 山脉、丘陵和岩石组成

#### 整体特性
在杂色砂岩山脉中，可以观察到各种各样的山丘形状，这取决于它们所组成的各种岩层。普法尔茨林山北部和中部的典型特征是突出的山丘“块”（Bergklötze）和细长的梯形山脊，通常有岩石顶部区域（例如凯塞尔山，661.8米），而在山脉的西部，具有空地的高原状丘陵占主导地位。相比之下，在东南部的普法尔茨林山中，赤底统和镁灰岩统（侵蚀面）的沉积物，尤其是具有抵抗力的特里菲尔斯和雷贝格岩床（圆锥形山丘），影响了乡村的外观。

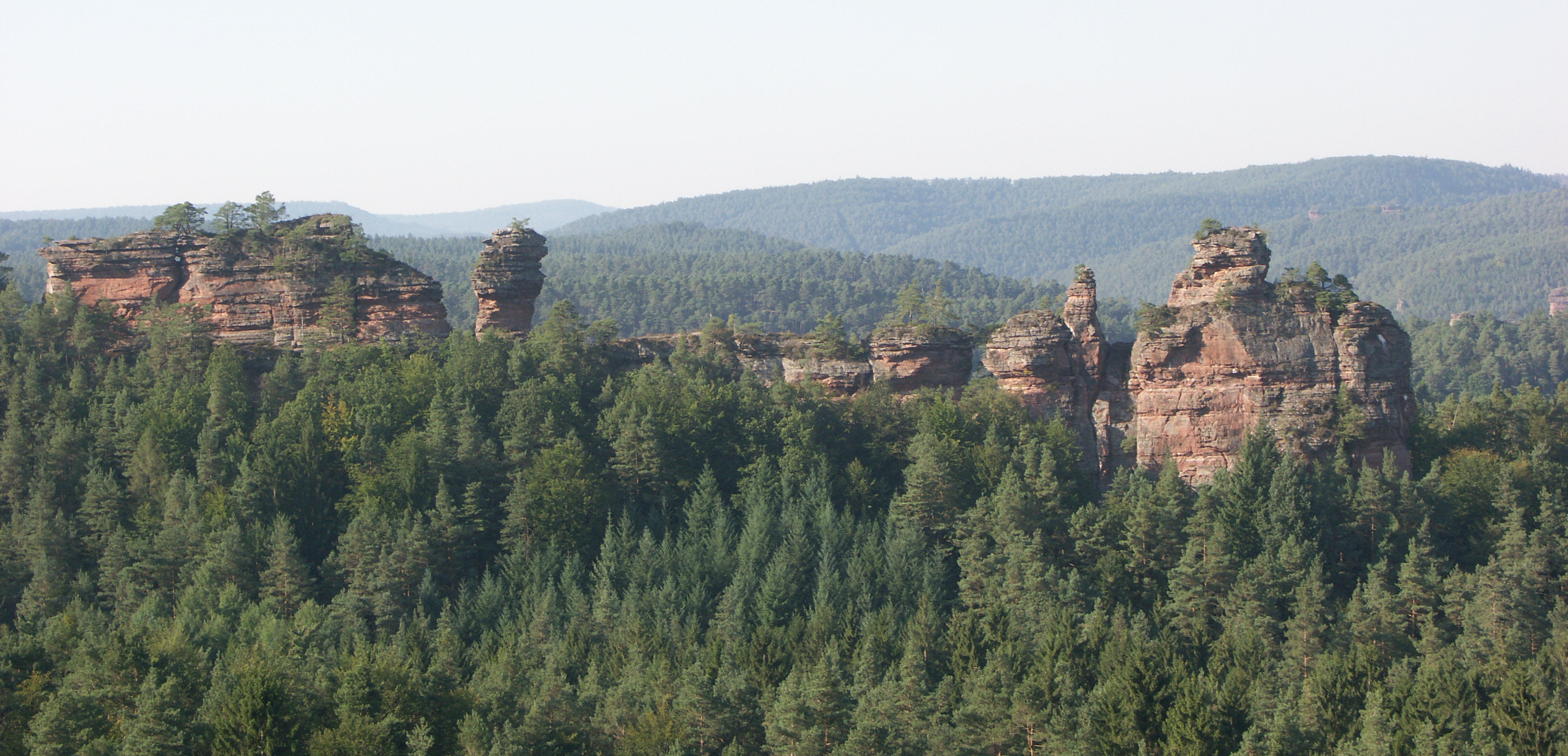
一个岩石阶地的例子，位于达恩附近的兰梅尔石

几千年来，砂岩的风化和侵蚀，其硬度各不相同，形成了奇异的岩层，如岩石尖顶、岩石面、岩石壁和岩石块。此外，不同硬度地层的小规模风化产生了洞穴、天然拱门和桌石（魔鬼之桌）。在老城堡石近两公里长的岩石阶地上，还可以观察到破裂、悬垂和蜂窝状风化。相比之下，石海和石田往往更多地出现在普法尔茨林山的中部。

#### 详细地形描述
这一低山脉的最高点位于普法尔茨林山的中部，主要位于东部。

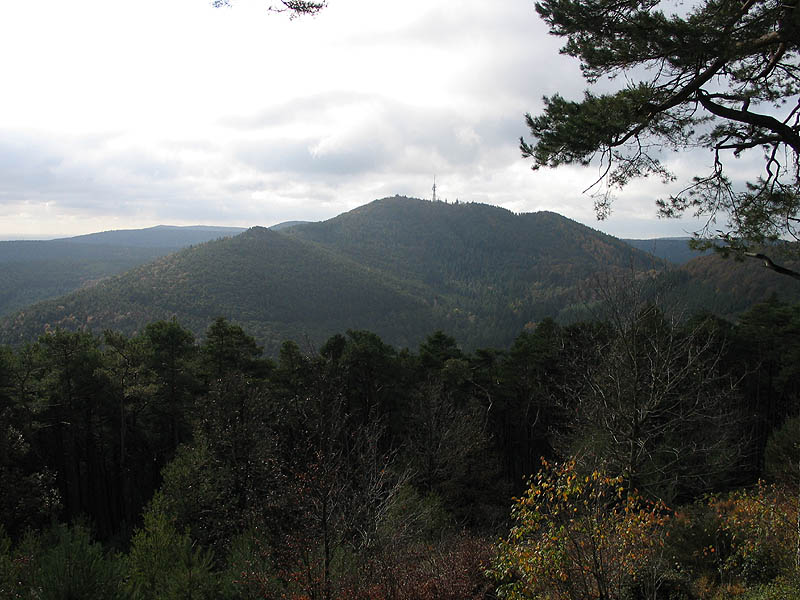
卡尔米特山，普法尔茨林山最高峰

在这里，在一个连续的山脊上有一系列超过600米的山峰，其中672.6米的大卡尔米特山也是整个普法尔茨森林的最高点。山脊始于施泰格科普夫（也被称为Schänzel）（约500米），向西延伸至埃施科普夫（609.9米）和魏森山（609.9米）周围的弗兰肯魏德地区。该地块从上施派尔镇经约翰尼十字延伸至豪森施泰因。其位于约翰尼十字和赫尔梅尔斯贝格霍夫之间的中心区域相当像一个被深深切割的山谷包围的高原。该高原向西延伸，高度约500米，然后逐渐下降至400米。它被施瓦茨河和摩萨尔布河一分为二。在西南部，其他山脊将梅尔萨尔贝河谷和劳特河的源头隔开。因此，可以从葡萄酒之路上诺伊施塔特步行到莱门或凯撒斯劳滕-摩尔施巴赫，而不会低于450米的轮廓线。
从上施派尔巴赫到施派尔巴赫河的线路以北，最高点是570.8米高的德拉亨菲尔斯和高施托佩尔峰（施托佩尔峰；566.2米）。在北部的伊森阿赫河和东部的德国葡萄酒之路形成的三角形中，还有其他500米高的山丘。最突出的是诺伊施塔特的北部地方山丘（豪斯山）、魏因比特（554.0米）和代德斯海姆附近的埃克峰（516.0米）。在伊森阿赫河以北，只有拉恩菲尔斯（516.5米）突破了500米的轮廓。它继续向北延伸，从海拔400米下降到300米。

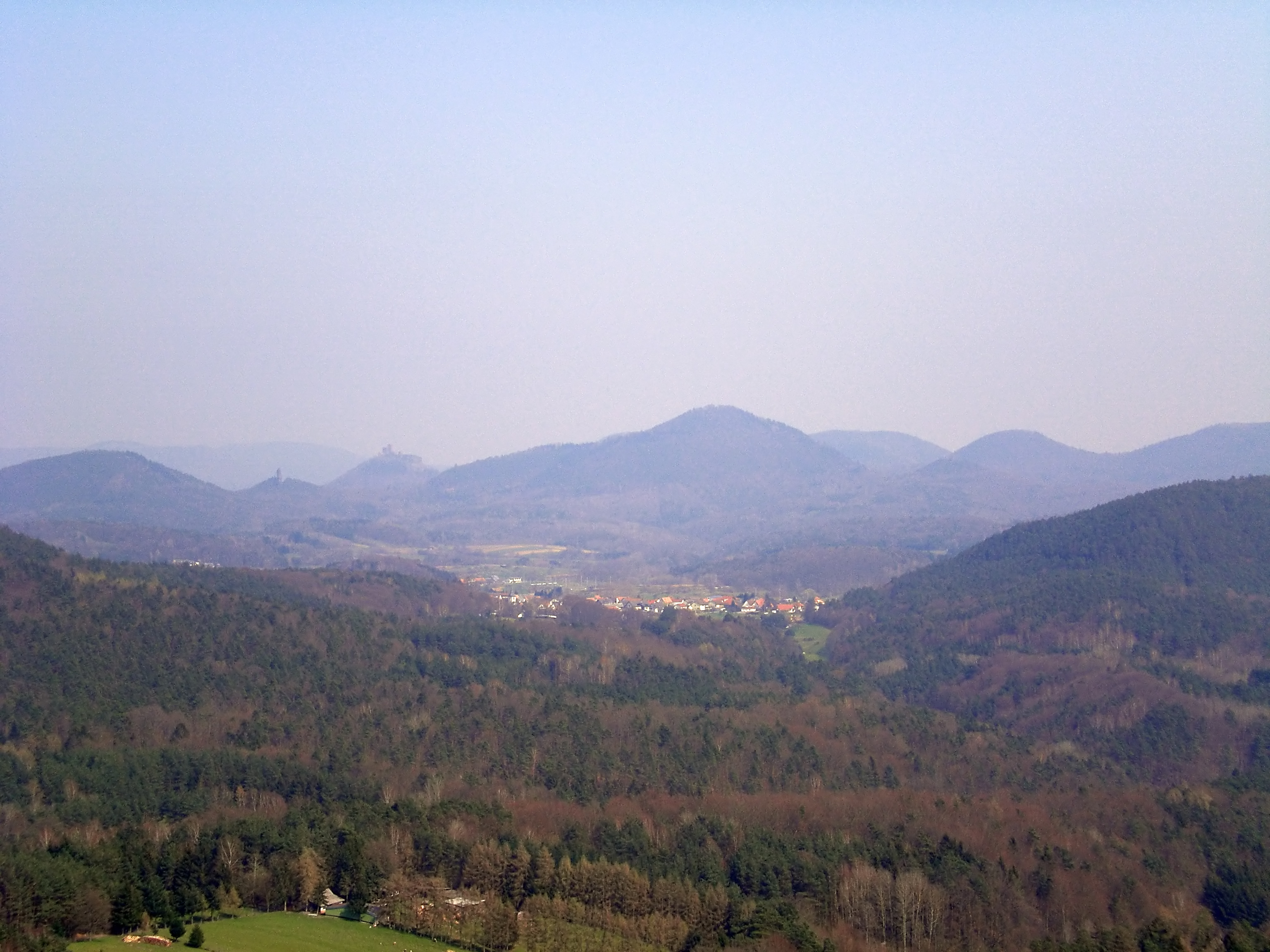
典型的瓦斯高乡村地区地貌，包括侵蚀面和圆锥形山丘，从林德尔布伦远望雷山

奎希河以南的乡村因地质情况的不同而发生变化（见景观特征）。这里有更大的侵蚀面和相当孤立的山丘（圆锥形山丘），平均高度可达450米，是景观的特征。瓦斯高河德国一侧的最高点是安威勒附近的雷山（576.8米）、诺特韦勒附近魏格恩堡遗址的城堡山（570.9米），其次是巴德贝格察本以西的高德尔斯特山（560.5米）和达恩西南的大厄伊山（513.0米）。埃彭布伦附近的高李斯特山（475.8米）和埃尔伦峰（472.1米）是西南部的最高点。

### 山谷和溪流

#### 整体特性

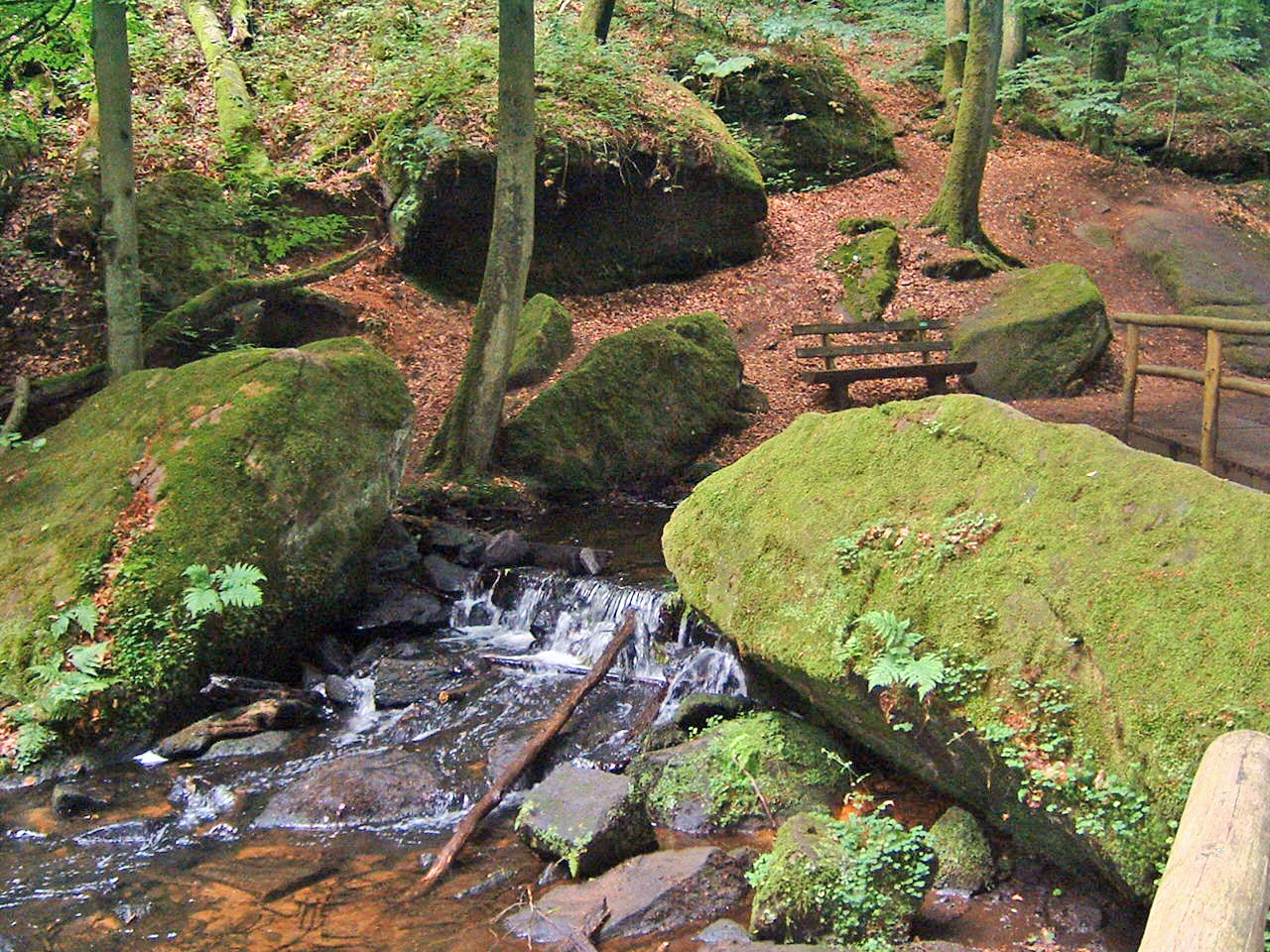
卡尔斯塔尔的莫萨尔布河，卡尔斯塔尔岩床的导水口

下部杂色层和中部杂色层的特点是V形山谷，底部狭窄，侧面陡峭，深深切入基岩。它们是普法尔茨林山中部的典型山谷形式，而在南部和北部，底部较宽的U形山谷占主导地位。森林的西南部是所谓的沃格（德语：Woog，意为“小湖泊”）谷，这里的谷底很宽，因此特别适合建造池塘、水库和小湖（见下文）。

#### 水文平衡
普法尔茨林山的一个典型特征是其丰富的水资源，这导致了溪流、河流和湿地系统的高度发达（见下文）。侵蚀引起的沙质土壤对水的渗透性非常强，因此雨水很快渗入地面，然后作为地下水储存在不同的岩石区域，这些地下水可以通过节理和裂隙（“裂隙流”）进行引导。这些地下水流入各种岩石区，尤其是下部杂色层的特里菲尔斯层和卡尔斯塔尔层（中部杂色层）的岩石区。粘土粘结的砂岩床形成了泉层，在那里它再次在地表排出，例如在接触泉中。由于砂岩的矿物质和地下水含量非常低，因此只有较低水平的溶解物，因此水的硬度范围较低（较“软”），呈微酸性（低pH值）。

#### 湖泊和水库

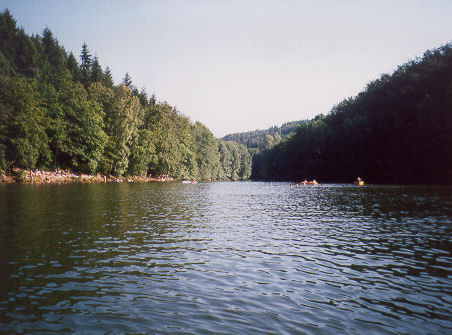
冰湖（Eiswoog）水库，位于普法尔茨林山北部

上述条件也导致了大量湿地的形成，这些湿地经常与泉水层相连，地下水再次流入地表。因此，沼泽、沼泽湖和其他小型湖泊，即所谓的沃格是普法尔茨林山的典型，尽管大多数沃格没有自然起源。它们通常是通过溪流蓄水人工铺设的，并被用作木材漂流的舞台和水库。然而，普法尔茨林山中所有湖泊和灌木丛所覆盖的面积并不显著。最著名的是西北边缘的盖尔特斯湖，西南部的克劳森湖和东北部的冰湖。

#### 河流
普法尔茨林山由四个大的集水区系统以及较小的集水区或单独的溪流排水。这四个大系统是施派尔河、奎希河、劳特河（或其上游的威斯劳特河）和施瓦茨河。前三条河流直接流入莱茵河，而施瓦茨河则间接流经布利斯河、萨尔河和摩泽尔河。较小的排水系统是，例如绍尔河或伊森阿赫河，它们只在很小的区域内有支流。将森林直接排入莱茵平原的大多数小溪通过广泛的沟渠系统流向北部最近的河流。例如，施派尔河可以连接海因河、摩登河和克雷布斯河的水域。

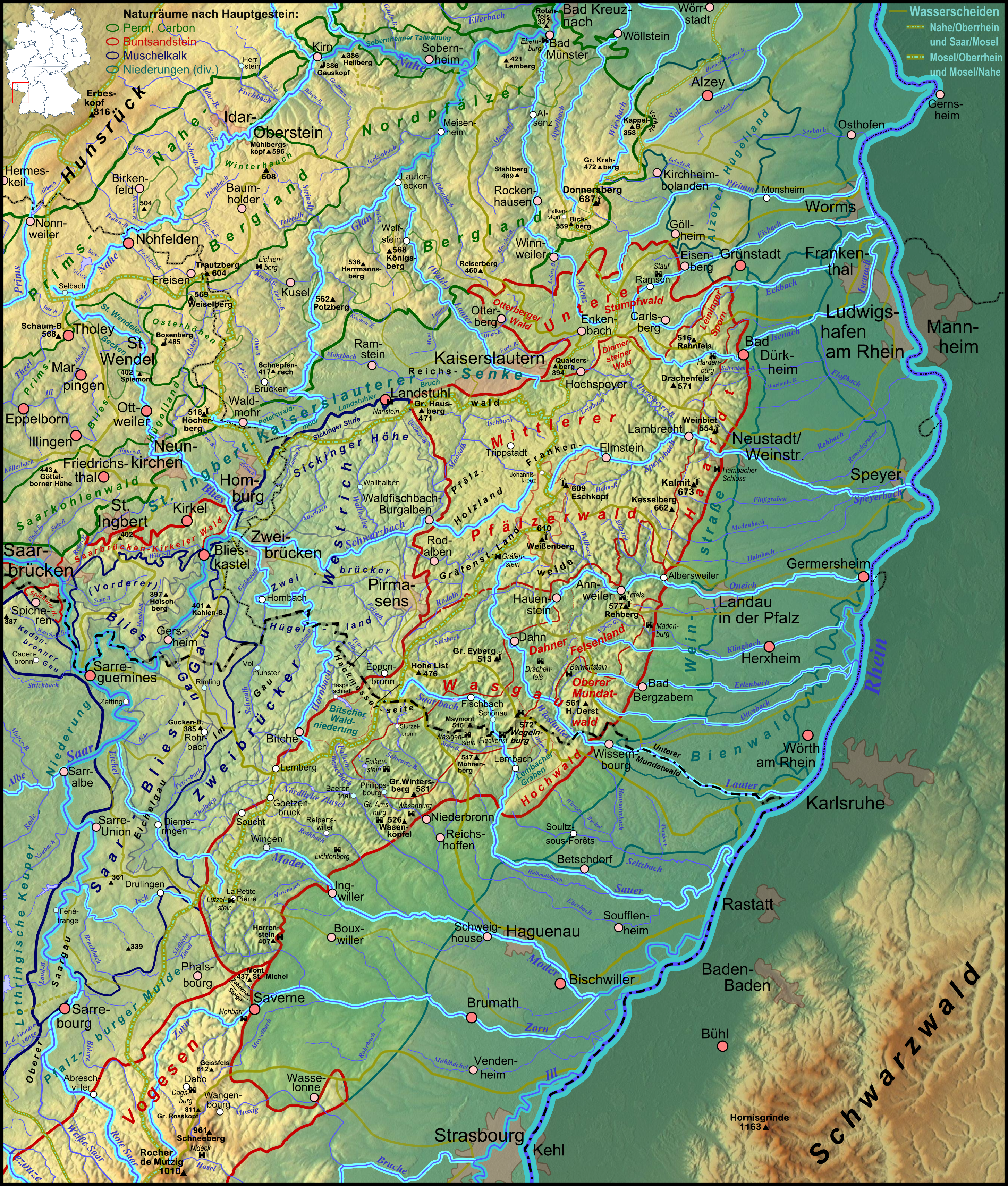
普法尔茨林山水文地图，可以看到11条流域系统，其中中部高原的4条是最重要的

以下河流系统从普法尔茨林山排出。它们以顺时针方向列出，从西部开始（括号中为整个集水区）：
- 施瓦茨河（1151.5km2）
- 劳特河（275.6km2）
- 阿尔森茨（327.7km2）
- 普夫里姆河（246.4km2）
- 埃斯河/埃克河（130.2km2+217.8km2）
- 伊森阿赫河（294.9km2）
- 施派尔河（595.8km2）
- 奎希河（271.2km2）
- 米歇尔斯河/奥特河（130.2km2+109.1km2+119.2km2）
- 劳特河（382.3km2）
- 绍尔河（805.5km2）
- 莫代尔河（1720km2）-集水区紧邻州边界

施瓦茨河的水系是森林中唯一流入摩泽尔河的水系。瓦尔德劳特河和阿尔森茨河排入纳厄河（劳特河连通纳厄河的支流格兰河），所有其他系统从北向南排列，直接排入莱茵河。
普法尔茨分水岭是莱茵河（上莱茵河）和摩泽尔河（中莱茵河）之间的分水岭，来自西部的希金根高地，在凯泽斯劳滕市以西和以南到达普法尔茨林山北部，并在那里转向东南。它从约翰尼十字开始向南延伸，向西经过埃施峰和摩西斯山，然后在霍尔滕峰地区向西南弯曲；沿着这个方向，它继续经过格莱芬施泰因城堡、雷山和弗雷斯特的小屋，最后离开埃彭布伦东南部埃尔伦峰的德国领土。它遵循着各种相互连接的山脊，将施瓦茨河的水系与这里提到的所有其他排水系统分隔开来。

### 特性

#### 哈尔特砂岩
在山脉的东部边缘，可以在几个地方发现浅黄色的漂白砂岩。这曾经在巴特贝格察本、弗兰克韦勒和汉巴赫附近的大型采石场开采，如今仍在莱施塔特和哈尔特附近开采。红氧化铁是通过普法尔茨林山和莱茵地堑之间的断层带上升的热流体释放出来的，因此使砂岩变白。

#### 佩希施泰因峰之前的火山活动
5300万年前，地壳和地幔发生了紧张关系，因此岩浆能够上升并沿着裂缝破裂到地表。在最初的喷发阶段，形成了一个充满松散火山物质的爆炸漏斗（Sprengtrichter）。随后，在第二阶段，更多的岩浆以不太活跃和喷发（非爆炸）的形式上升到地表，从而在火山的管道中形成了深色、垂直或倾斜的玄武岩柱。今天，在一个古老的哈尔特施泰因采石场遗址上可以清楚地看到这些岩石沉积物。

## 生物

### 植物
顾名思义，林地是普法尔茨林山的主要景观元素，占其总面积的82%，中部地区高达90%。

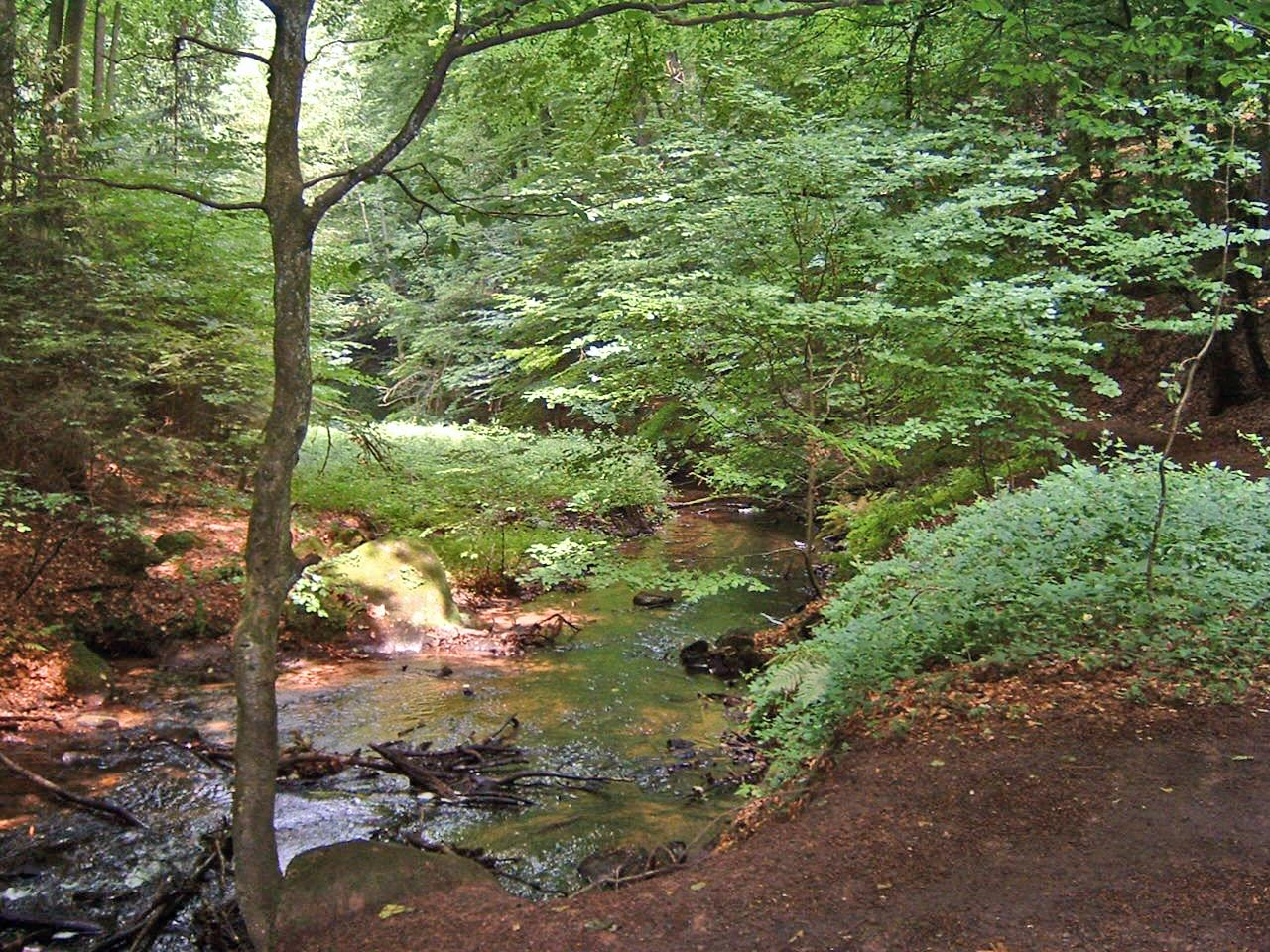
卡尔斯塔尔河谷内的山毛榉树

#### 森林发展史
大约10000年前，在上一次冰河时代结束时，普法尔茨林山被苔原状植被覆盖，最初，随着气候逐渐变暖，松树和桦树等要求不高的树种能够在其中传播（“松树-桦树”时期）。随着气候条件的改善，这些物种随后出现了榛树、橡树和椴树（“榛树和橡树时期”）。从第三个千年开始，一种更受大西洋影响的气候演变而来，变得更凉爽、更潮湿，因此现在山毛榉成为森林景观的特色。当代典型的橡树和山毛榉混合林出现了，松树被迫回到那些不太有利、非常潮湿或非常干燥的地区，但仍然是天然林地的一部分。
然而，这种生态平衡因中世纪的殖民和林地清理而被永久破坏。焚烧清除、使用土地生产秸秆以及不受限制地开采森林作为原材料和燃料，一点一点地导致大片林地遭到破坏，这种破坏在17世纪和18世纪达到顶峰。这种情况使得引入适当监管的森林管理迫在眉睫——这种管理不仅优先考虑有控制的开采，而且最重要的是照看和可持续性。因此，在18世纪和19世纪，开垦的土地被重新造林，主要是要求不高、生长迅速的松树，19世纪，其他非本土针叶树物种如云杉、落叶松、北美乔松和花旗松紧随其后。
在普法尔茨林山，这种受监管的管理产生了混交林地，在历史上主要由橡树和山毛榉组成的地区，针叶树约占总存量的三分之二。直到最近几十年，人们才越来越多地试图将更大面积的森林变成接近自然的混交林地，落叶树和针叶树的比例更高，约为50%。

#### 现状
山毛榉不仅是历史上，也是如今普法尔茨林山中最丰富的树种，目前所占比例为35%。除东部山脉边缘（哈尔特山脉）外，它广泛分布在杂色砂岩土壤的酸性环境中，喜欢阴坡、高海拔和洼地。通常，它与软木（尤其是松树）一起形成各种各样的混交林分，但它也有自己的林分（在所谓的地杨梅-毛榉林中），尤其是在普法尔茨林山中部。在这里，它生长在大型的“山毛榉大教堂”中，被许多游客视为普法尔茨林山的一个令人印象深刻的特征。
除了山毛榉，橡树是普法尔茨林山的另一种特色树，尽管从植物学角度讲，它们主要是无梗花栎，而不是夏栎。它是较大的、有时有数百年历史的主要树种，分布在约翰尼十字、埃施峰和韦森山周围的地区，也可能在菲施巴赫和埃彭布伦之间的更南边发现，在那里，以及普法尔茨林山中部的高原，它更喜欢阳光明媚的斜坡（从西到东南的斜坡）。但在普法尔茨林山的其他地区，它正在增加，通常与山毛榉一起形成非常自然的原始混交林（天然林），作为普法尔茨林山-北孚日生物圈保护区的核心区，该森林受到特殊保护。
此外，从林业的角度来看，普法尔茨林山的橡树是特别重要的，因为用它们生产的木薄片被世界公认为具有独特的质量。

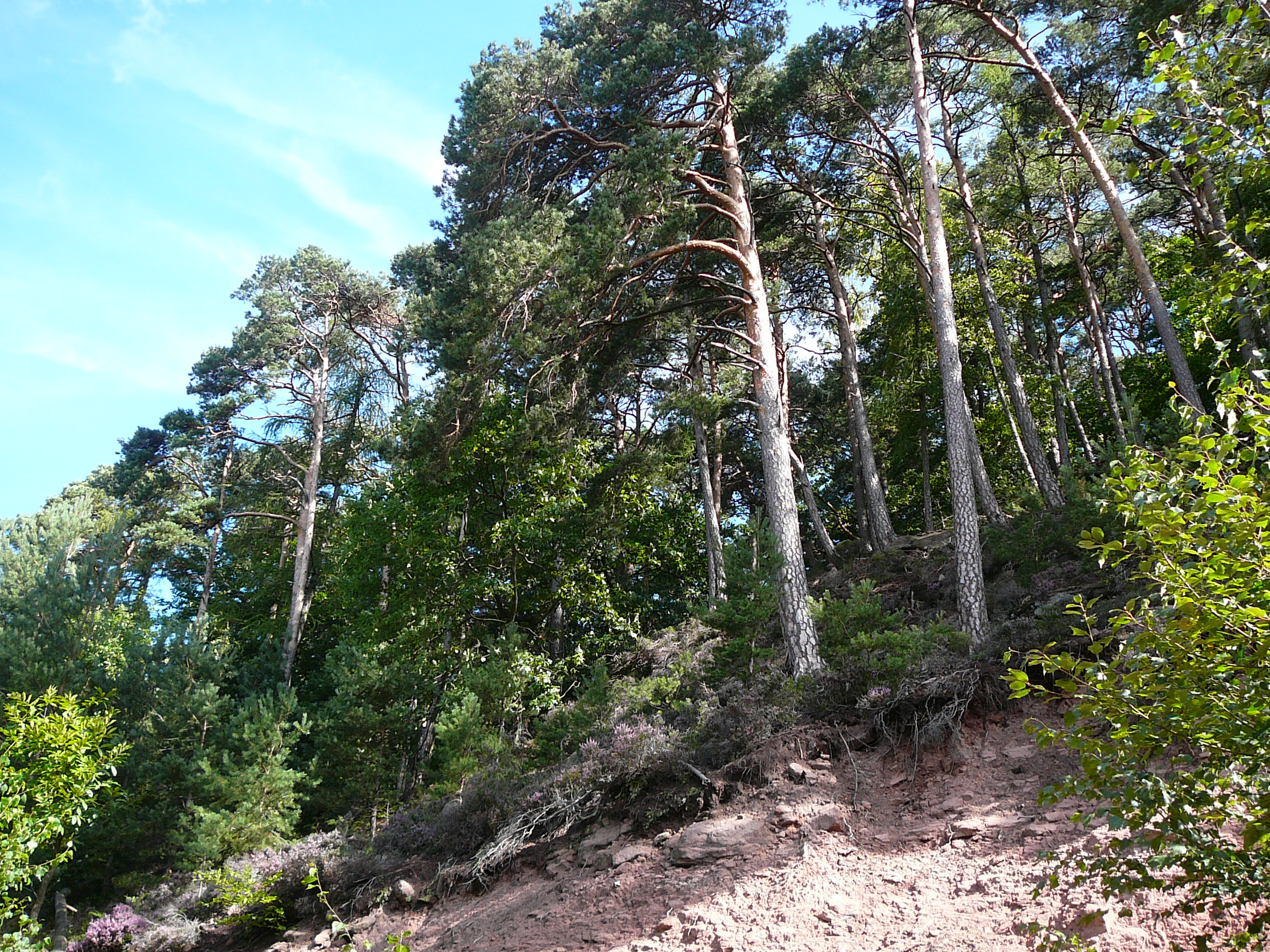
位于雷山西北斜坡上的一株松树，已经有接近200年的树龄。

尽管松树在总树木种群中的比例在2008年从44%下降到34%，但它仍然是低山脉的优势物种。这是由于历史背景造成的，尤其是在哈尔特地区，他们曾经以60%至70%的份额占据了森林中的主导地位。传统上，它种植在干燥、阳光充足、朝南的斜坡上。与橡树和山毛榉一样，它也是森林群落的原生树种，尽管为了重新造林，已经引入其他地区的松树物种，并与本地物种混合。在普法尔茨林山中部的瓦尔德莱宁根和法国比奇部分的泥炭土壤上，生物圈保护区的“残余”松林得以幸存，原始松林的特征可以生动地看到。
银冷杉在这方面也发挥着特殊的作用。尽管它在整个普法尔茨森林中只覆盖了约1%，但在南部更为常见，南部的银冷杉约占林地的7%。它出现在混交林地中与山毛榉、松树和其他物种并列的许多林分中，并经常主导森林的外观。因为它形成了典型的孚日山脉大山毛榉-冷杉林的最北端，所以喜潮湿的银冷杉被视为普法尔茨林山的本土树种之一。主要分布在山谷和湿地中的水边白蜡树林地和稀有的卡尔林地，也是受大西洋影响的普法尔茨林山气候的典型植被，也是原始森林的代表。
相比之下，云杉、花旗松、落叶松和北美乔松并非森林山脉的原生物种。云杉喜欢凉爽、阴凉的地方，因此经常出现在山谷、河谷和丘陵的低坡上，而花旗松由于其高度的适应性而出现在不同的地方。欧洲栗最初不是一种本土树种，但被罗马人移植到了今天的普法尔茨州。由于它喜欢温和的气候，就像葡萄一样，它生长在哈尔特普法尔茨林山的东部边缘，纯种植或几乎单一种植，约占那里森林面积的4%。

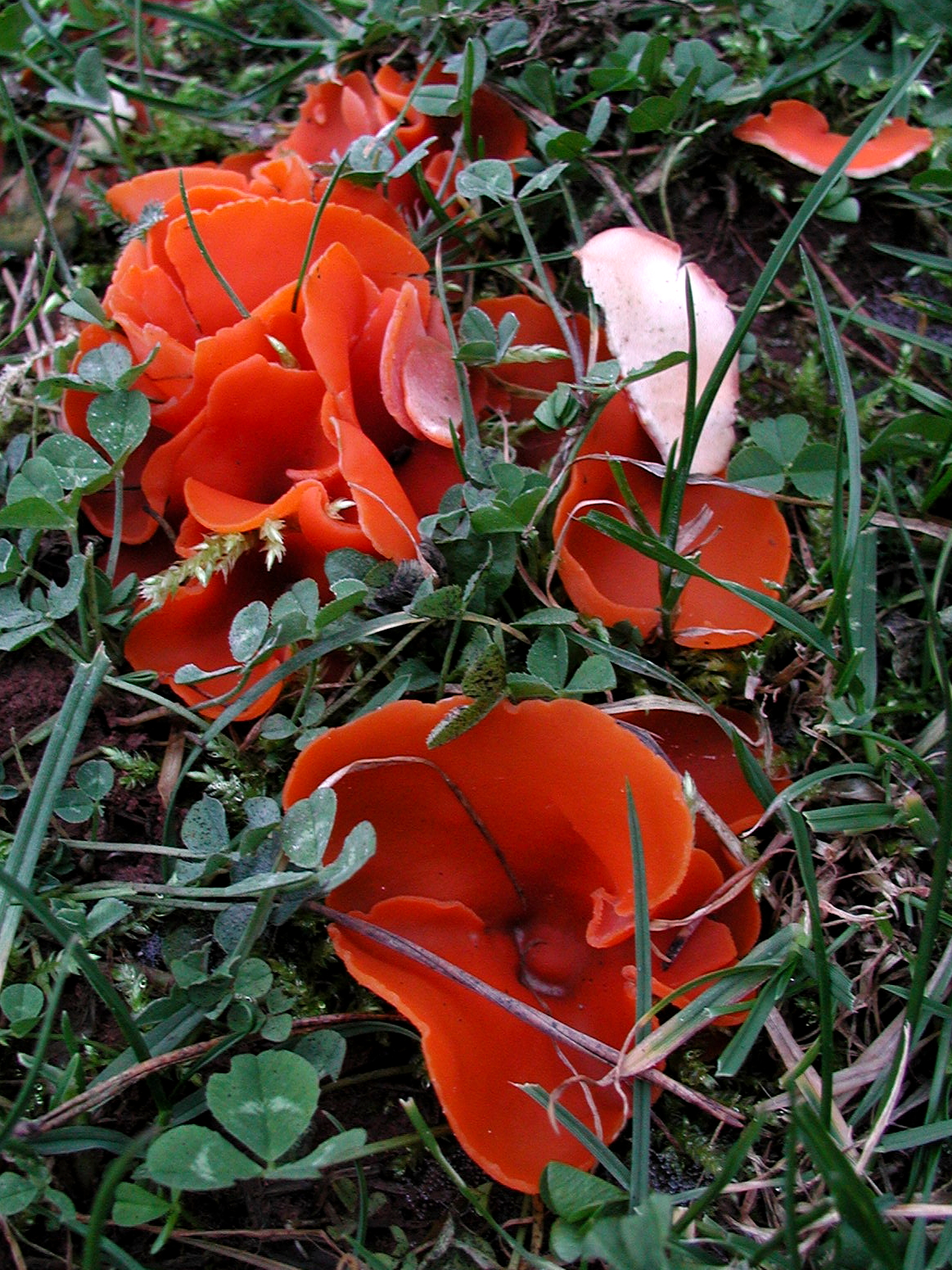
网孢盘菌出现在普法尔茨林山的空地上

在贫瘠的橡树、山毛榉和松林中，地面植物群主要由喜酸性土壤（嗜酸性）物种组成。例如大木犀，白木犀、药丸莎草和曲芒发草。各种蕨类植物也很有特色，如穗乌毛蕨、柠檬香蕨类和王紫箕，它们喜欢阴凉、温和、潮湿的地方。杂色砂岩山脉的另一个特点是其丰富的蘑菇和浆果群落。蓝莓覆盖了大片地区，在合适的地方还覆盖了越橘。
帚石楠生长在小路旁和空地上的干燥沙质土壤上，德国染料木、金雀花和罕见的矛状喇叭花等植物也生长在空地上，而在许多小溪和潮湿的草地上，可以看到喜酸的沼泽植物，如水芋、沼委陵菜、睡菜和蓼叶眼子菜，所有这些在德国其他地区都很罕见。此外，芦原、沼生柳叶菜、驴蹄草和旋果蚊子草，以及在干燥的地方，还有灰毛柳、耳柳和欧鼠李，说明了在小溪流旁的湿草甸上可以发现的各种各样的植物。

### 动物
山脉的大型混交林及其各种植物群落形成了一个生态框架，在这个框架中，各种各样的动物得以发展。特别引人注目的是体型较大的哺乳动物，与其他山区一样，它们以蹄类动物为代表，如西方狍、欧洲马鹿和野猪。普法尔茨林山中还发现了狐狸、欧洲狗獾、欧洲鼬、鼬和蝙蝠、松貂、斑猫和猞猁等受威胁的哺乳动物。
许多稀有鸟类也是如此，包括戴胜、翠鸟、穗䳭、黑啄木鸟、草原石䳭和野鹟。虽然这种受到严格保护的游隼已经在岩石之乡瓦斯高生活了几十年，但花尾榛鸡和松鸡似乎已经在普法尔茨林山地区灭绝。典型的秋冬季物种包括燕雀和苍头燕雀，它们在这里越冬，成群结队地占据树林。在所谓的“博海默狩猎”（Böhämmer Jagd）中，它们曾在夜间被吹管猎杀，直到1936年的《保护法》终止了这项运动。

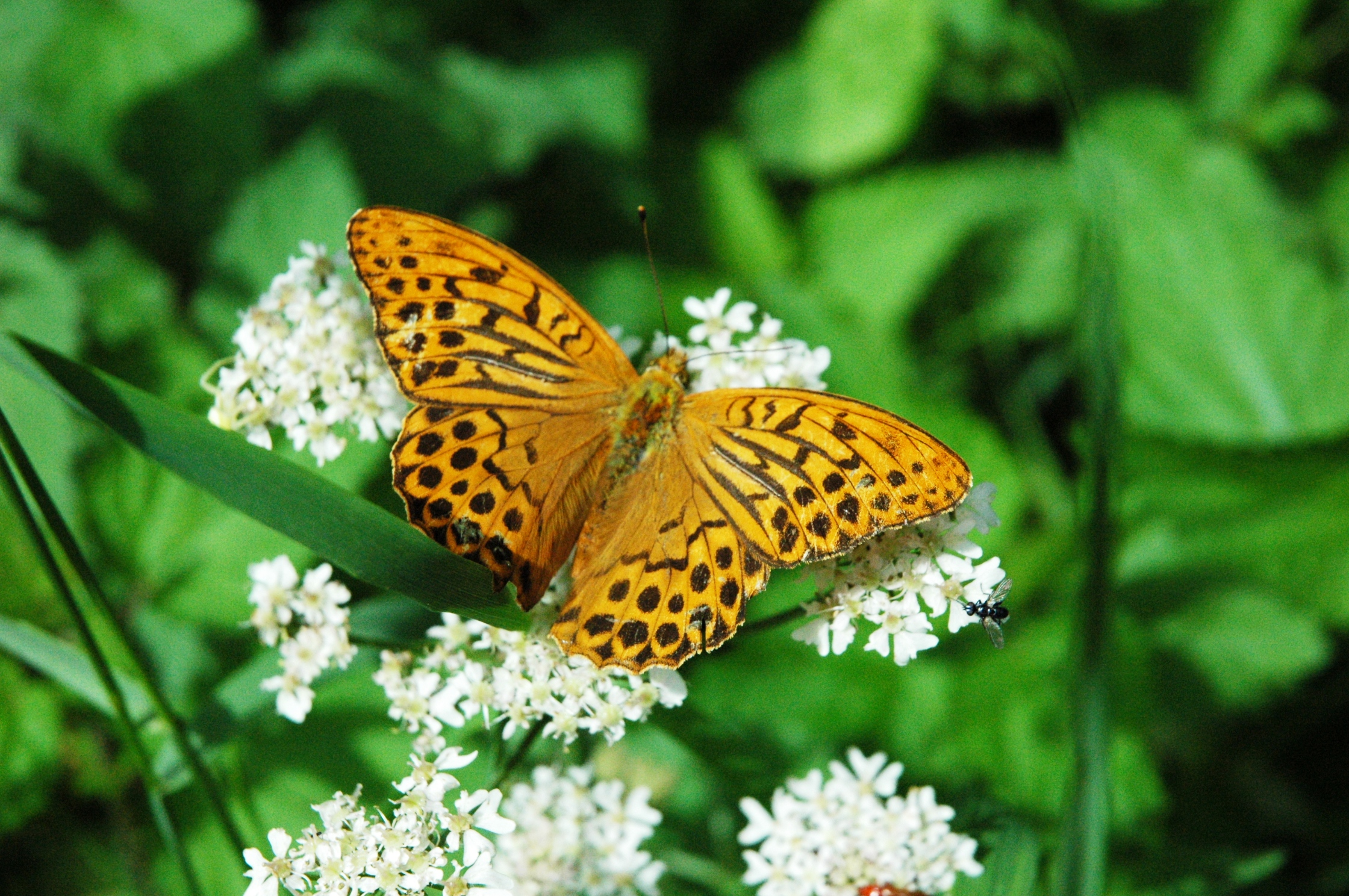
绿豹蛱蝶，是中欧地区最大的一种蛱蝶

森林里有大量的两栖动物和爬行动物，还有许多甲虫、蝴蝶和其他昆虫。常见的景象是大蚁丘，即木蚁的巢穴，该地区有几种。瓦斯高和海梅尔斯贝格霍夫地区是德国为数不多的毛眼林蚁聚居地幸存下来的两个地方。高度濒危的大蚁蛉和斑点蚁蛉经常出现在杂色砂岩（雷山岩床）的沙子中。它们的幼虫在沙子里建造漏斗陷阱，并用钳子状的下颚捕食落入陷阱的蚂蚁和其他动物。
由于森林人口稀少，加上杂色砂岩的过滤作用，山丘上的许多泉水和溪流保持了其自然水质，因此它们仍然是许多鱼类的健康栖息地。其中包括褐鳟和七鳃鳗，在平静的水域中，还有真鱥、花鳅和条须鳅。在更大的草地溪流中，可能会发现茴鱼、河鲈、白斑狗鱼、江鳕和其他各种类似雅罗鱼的物种。溪流和池塘中经常可以看到蜻蜓，如金环蜻蜓和罕见的北方豆娘。

## 景点
尽管普法尔茨林山仍然人烟稀少，有许多未受破坏的地区，但它仍然拥有丰富的区域、历史和文化遗产，反映在有大量的景点，其中只有少量的景点在这里涉及到。

### 城堡

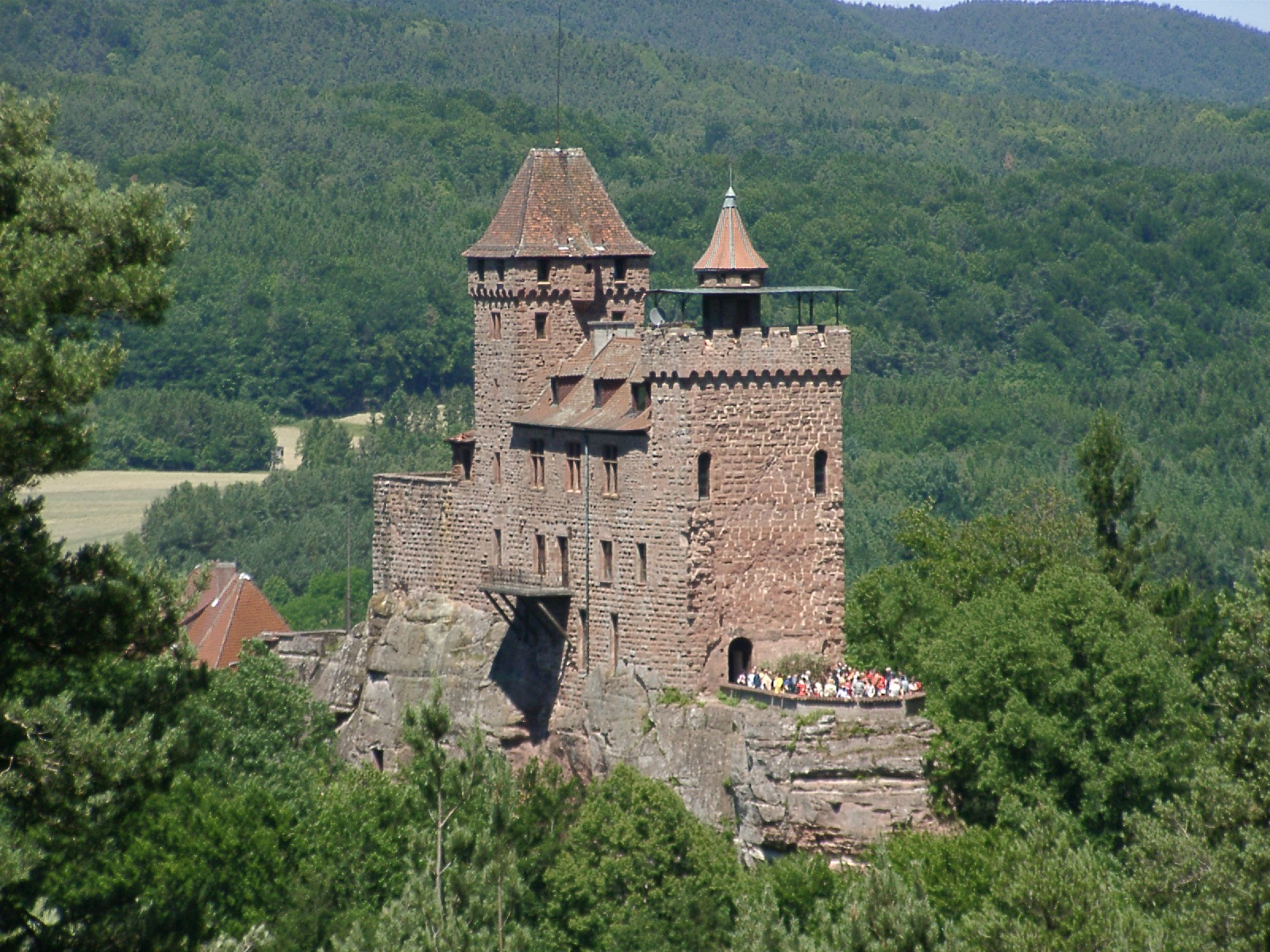
瓦斯高地区的岩石城堡——贝尔瓦尔特施泰因城堡

普法尔茨林山有大量的城堡和庄严的房屋。值得一提的是安韦勒附近的特里费尔斯帝国城堡，12世纪末，英国国王狮心王理查被囚禁在那里；随之而来的是布隆德尔传说。如今，这里可以观看德意志神圣罗马帝国的帝国王权（Reichskleinodien）的复制品，也是普法尔茨州最受欢迎的旅游目的地之一。
在普法尔茨林山的东侧边缘，在葡萄酒之路旁诺伊施塔特村庄的上方，是哈姆巴赫城堡，1832年哈姆巴赫集会的现场，此后被视为民主的象征。再往南几公里，在埃登科本附近，是路德维希别墅，建于19世纪中期，曾是巴伐利亚国王路德维希一世的避暑别墅。
贝尔瓦尔特施泰因城堡位于普法尔茨森林南部的埃伦巴赫附近，曾属于骑士汉斯·冯·特罗塔，在当地传说中被称为汉斯·特拉普，是普法尔茨坦唯一一座仍可使用的城堡。城堡已经重建，并对游客开放。在许多其他城堡中，如魏格伦堡，只剩下废墟。其他岩石城堡包括布森贝格附近的德拉亨费尔斯，部分属于叛军骑士、锡金根的弗朗西斯、法尔肯堡和维尔加茨维森附近的维尔加尔塔堡。
莱宁根家族的领主们统治着普法尔茨林山的东北部；这个家族的重要建筑是格吕恩施塔特附近的老莱宁根城堡和新莱宁根城堡，以及巴特迪尔克海姆附近的哈尔登堡城堡。该地区属于莱宁根家族的其他城堡包括山脉西部梅茨阿尔本附近的格莱芬施泰因和埃尔姆施泰因山谷的埃尔芬施泰因。
一组不同寻常的城堡是位于达恩附近的同名城堡。这群城堡包括老达恩城堡、格拉芬达恩城堡和坦施泰因城堡，它们在不同的时间建造，但立即在岩石山脊上一座接一座地竖立起来。
雷山城堡信息中心不仅向游客介绍中世纪城堡的历史、建筑和生活的多方面细节，还全面介绍了当今法国边境地区的其他岩石城堡。

### 自然遗迹

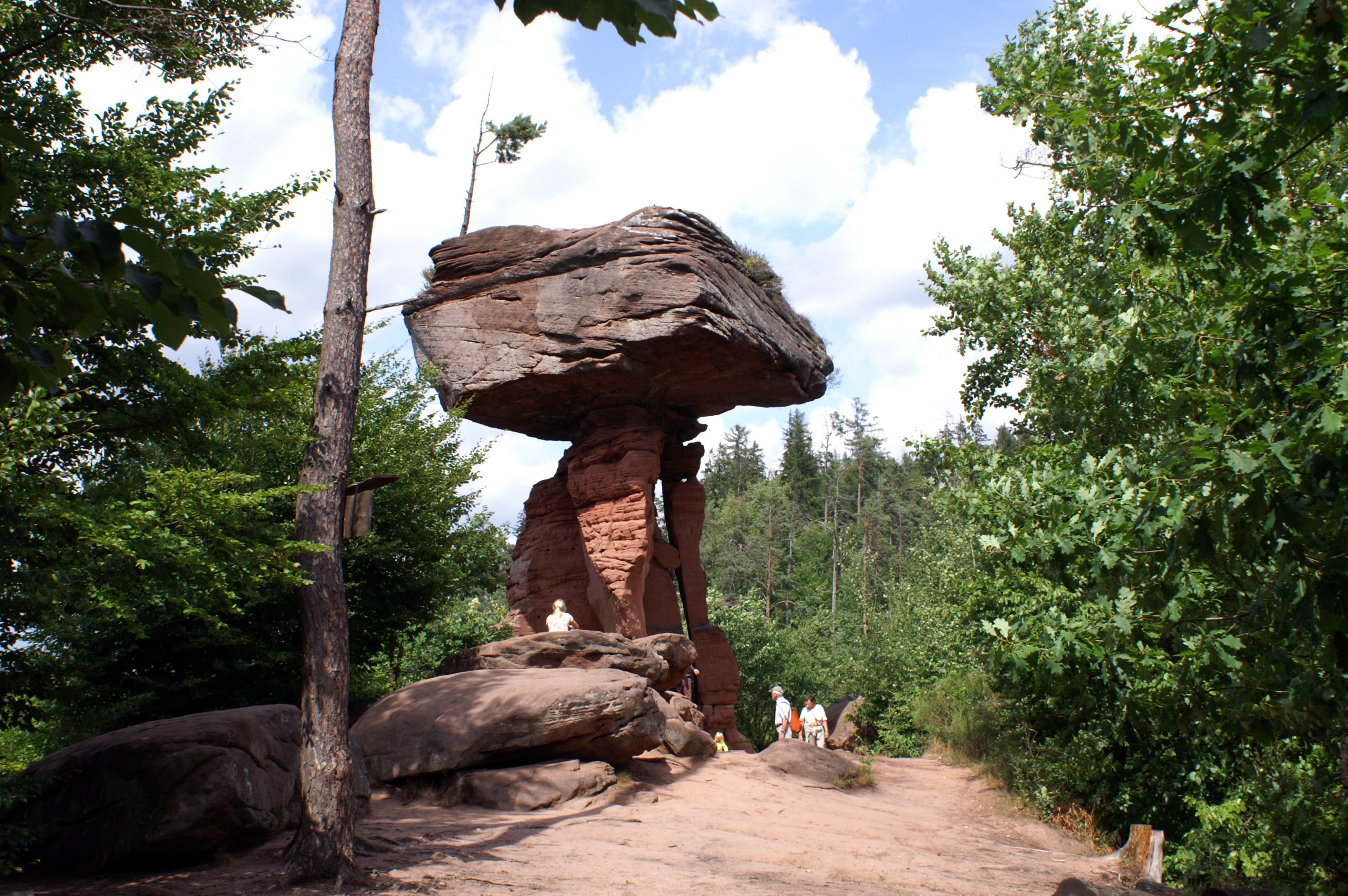
人气景点：恶魔之桌

卡尔斯塔尔谷贯穿特里普施塔特镇附近的莫扎尔布河上游，因其自然、原始的景色而引人注目。约翰尼十字的特里普施塔特是普法尔茨林山的中心点，曾经是一个温泉浴场。有200到300年历史的橡树和山毛榉混合树林环绕着这个小村庄，使其具有当地特色，尤其知名。长期以来，它们一直遵循可持续发展原则进行可持续管理，尤其以其珍贵的优质橡木家具而闻名。因此，可持续发展之家于2005年在约翰尼十字成立（包括信息中心/博物馆）也就不足为奇了。
其他古老的森林状天然林地碎片可能存在于生物圈保护区核心区之一的魏森山下方的（维斯）劳特河源区，以及埃彭布伦、什蒂策尔布龙、菲施巴赫和上什泰因巴克之间的边界区域。
普法尔茨林山南部高度多样化的景观特征是200多个各种形状和大小的岩层，这不仅让游客对该地区的地质有了很好的了解，而且砂岩植被的适应性也令人惊讶，尤其是帚石楠、要求不高的草和变形的欧洲赤松。该生物群落的另一个特征是游隼，它们在岩石中筑巢，并受到严格的保护措施（包括登山者和步行者的出入限制）。
达恩岩地（Dahner Felsenland）著名的岩层是后魏登谷附近的魔鬼之桌、容菲恩斯普龙、霍赫施泰因以及新娘和新郎的两个顶峰，它们都位于达恩小镇周围。安韦勒和戈塞斯韦勒周围的地区有阿塞尔石、卢格弗里德里希石、狗石和前魏登谷附近的罗德尔石等地层。另一个重要的自然纪念碑是法德边境附近普法尔茨林山西南角埃彭布伦附近布雷申山上的老城堡石。这是一个大约两公里长的岩石阶地，是森林中同类岩石中最大的，其上有明显的证据表明存在典型的杂色砂岩侵蚀和风化过程。
为了向步行者开放这片岩石景观，近年来建立了一系列主题步道，其中应提及罗达尔布岩石步道（Rodalber-Felsenweg）、达恩岩石步道（Dahner-Felsenpfad）、布森山木鞋步道（Busenberger-Holzschuhpfad）和豪恩施泰因鞋匠步道（Hauensteiner-Schusterpfad）。虽然大多数岩石只有登山者才能真正到达，但某些岩石阶地也可以步行到达（例如布尔施泰纳、海登费勒和罗岑施泰因），或者在需要小心的情况下借助梯子到达（例如豪恩施泰因附近的许讷施泰因）。

### 信息中心和博物馆

#### 信息中心

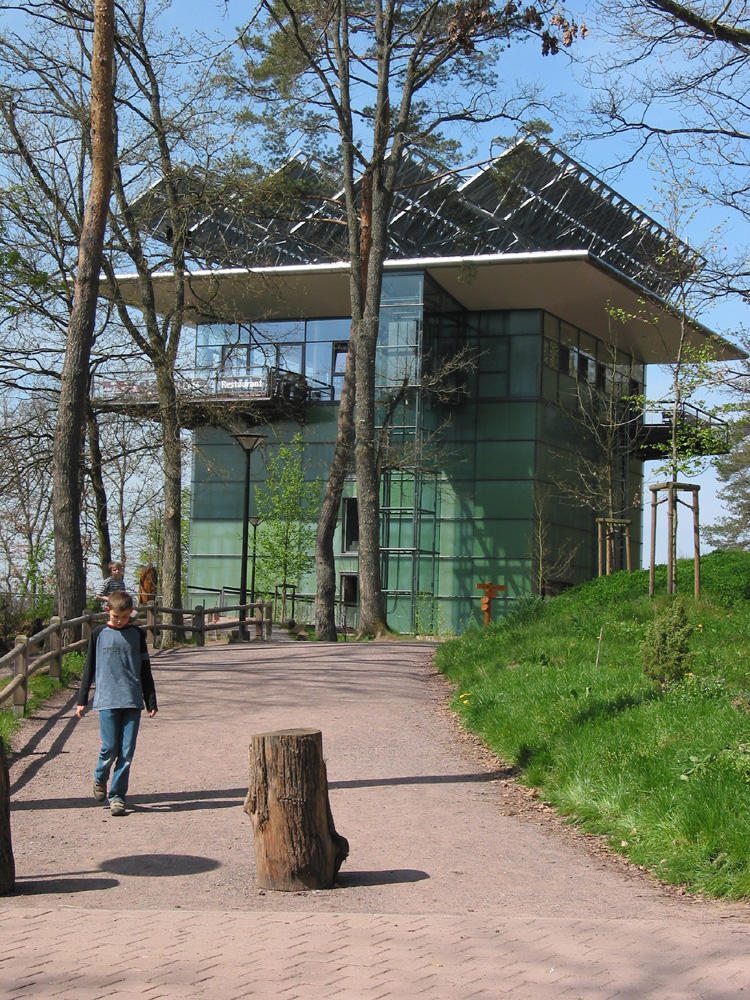
位于菲施巴赫的生物圈之家

生物圈保护区有三个重点不同的信息中心，游客可以在这里通过展览和各种活动了解杂色砂岩山脉的地质、气候、动植物群、历史和文化。生态方面的考虑被放在首位。在德国方面，其中包括约翰尼十字的可持续发展之家和瓦斯高菲施巴赫附近的普法尔茨林山/北孚日生物圈之家。后者除了多媒体展览外，还有树冠步道、水和生物圈体验步道。在拉珀蒂特皮埃尔（德语：Lützelstein），一座城堡般的建筑建在吕策尔施泰因城堡的废墟上，是北孚日地区自然公园（法语：Parc naturel régional des Vosges du Nord）的行政中心，游客可以在这里以类似于德国中心的方式了解孚日砂岩的自然世界。

#### 博物馆
在众多与普法尔茨林山有直接联系的博物馆中，这里只能提到一小部分，这些博物馆可能仅在普法尔茨州发现（见莱茵兰-普法尔州博物馆协会的详细报道）。
普法尔茨自然历史博物馆（Pfalzmuseum für Naturkunde）或位于巴特迪尔克海姆的POLLICHIA博物馆举办了各种关于普法尔茨地质、动植物（如森林动物、当地蘑菇、矿物等）和其他特殊保护主题的永久展览和收藏，并将生态考虑作为优先事项。在这方面，游客还被介绍到普法尔茨林山-北孚日生物圈保护区，这是一个全面的永久展览，生动地展示了这些杂色砂岩山脉的特殊特征。
施派尔的普法尔茨历史博物馆（Historisches Museum der Pfalz）由于其范围更广，没有将当今的普法尔茨林山作为一个单独的展览主题；然而，博物馆对普法尔茨的特殊关注几乎不可避免地意味着，通过历史联系，山区的政治和社会历史变化被一次又一次地展示出来。例如，2011年的萨利安展览（特里费尔斯是萨利安帝国的中心），葡萄酒博物馆及其葡萄酒文化历史，以及德拉亨费尔斯城堡的家庭友好、动手展览，在展览中，可以重温瓦斯高中世纪岩石堡垒上的生活。
皮尔马森斯的Dynamikum是莱茵兰-普法尔茨州的第一个科学博物馆或科学中心。2008年4月，在老莱茵伯格鞋厂的大楼里建立了一个互动博物馆。在“运动”的主题下，150个互动实验站展示了基本的物理、数学和生物定律。该博物馆特别针对年轻游客，帮助他们了解科学原理。
路德维希别墅（Villa Ludwigshöhe）的马克斯·斯雷弗格特的美术馆收藏了印象派大师的画作，这些画作反映了南部普法尔茨乡村的丰富色彩，例如，在莱恩斯韦勒（Leinsweiler）上方诺伊卡斯特尔的斯雷弗格特墓地可以体验到这些色彩。艺术家埃米尔·科诺林格的“印象”传达了对普法尔茨和阿尔萨斯瓦斯高岩石和岩石城堡的特别好的描绘，他试图通过艺术媒介强调红色砂岩景观的丰富性。

### 工业遗产

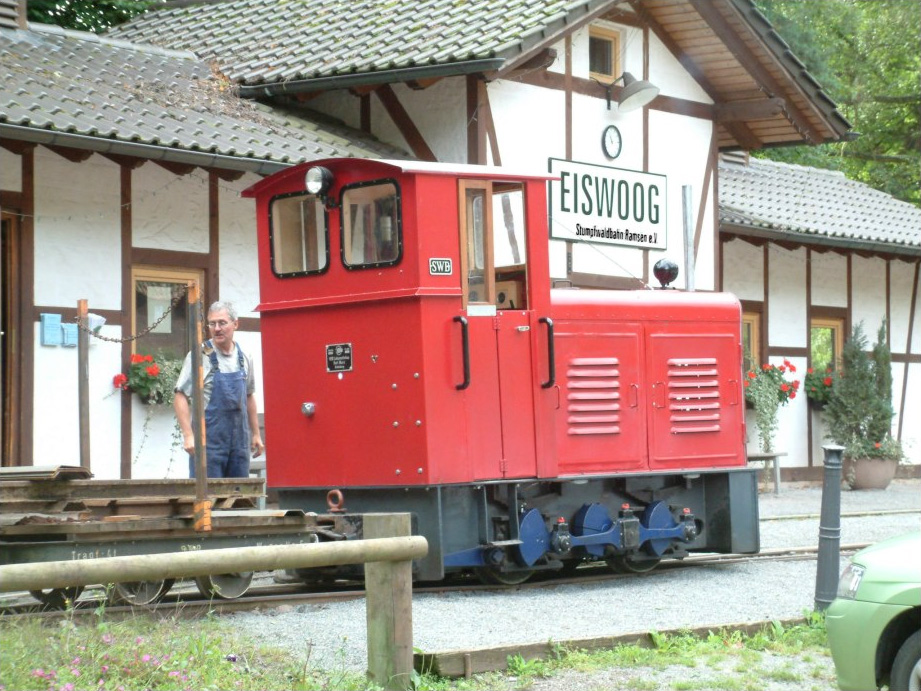
施图姆普夫森林火车站的一辆柴油机车

工业遗产的例子包括拉姆森的施图姆普夫森林铁路，自1996年以来一直是工地轻便铁路（Feldbahn）的遗产，以及小杜鹃铁路，自1984年以来一直由历史悠久的蒸汽火车运营，并在3月至10月的周末在诺伊施塔特和埃尔姆施泰因之间运营服务。此外，位于诺伊施塔特的德国铁路博物馆（German railway Museum）有近150年的普法尔茨铁路历史的全景，展品众多。
豪恩施泰因的德国鞋类博物馆记录了鞋的制造，这在早期是皮尔马森斯地区非常常见的活动，并将其置于更大的工业和社会历史背景下。在前鞋厂的建筑中，可以看到旧的制鞋机械和其他制造技术，并生动地体验到鞋制造生产的变化。
几个博物馆提供了对过去在普法尔茨林山中发现的各种古老贸易和工艺的有趣见解，包括兰贝格的制刷工博物馆（Bürstenbindermuseum）；它使用各种展品来展示兰贝格山谷过去几个世纪的工业和社会发展。
在诺特韦勒圣安妮画廊的矿场，游客可以在导游的带领下参观重要的采矿活动，从而见证过去几个世纪极其艰苦的工作条件。然后，这种洞察力可以在游客矿井的信息中心得到增强。

### 野生公园
在南魏恩施特拉瑟县野生动物园的广阔地形上，可以发现15种欧洲物种的400多种野生动物，还有各种面向儿童的活动。一个类似的景点是普法尔茨林山北部瓦亨海姆附近的库尔普法尔茨公园。

### 空中索道
里特堡火车站是埃登科本附近里特堡山上的缆车，从那里可以很好地看到莱茵平原；巴特迪尔克海姆贡多拉缆车是普法尔茨林山东部边缘的两条空中索道，从1973年到1981年，它沿着托伊菲尔施泰因向上运行，目前正计划重新开放。

### 户外游憩

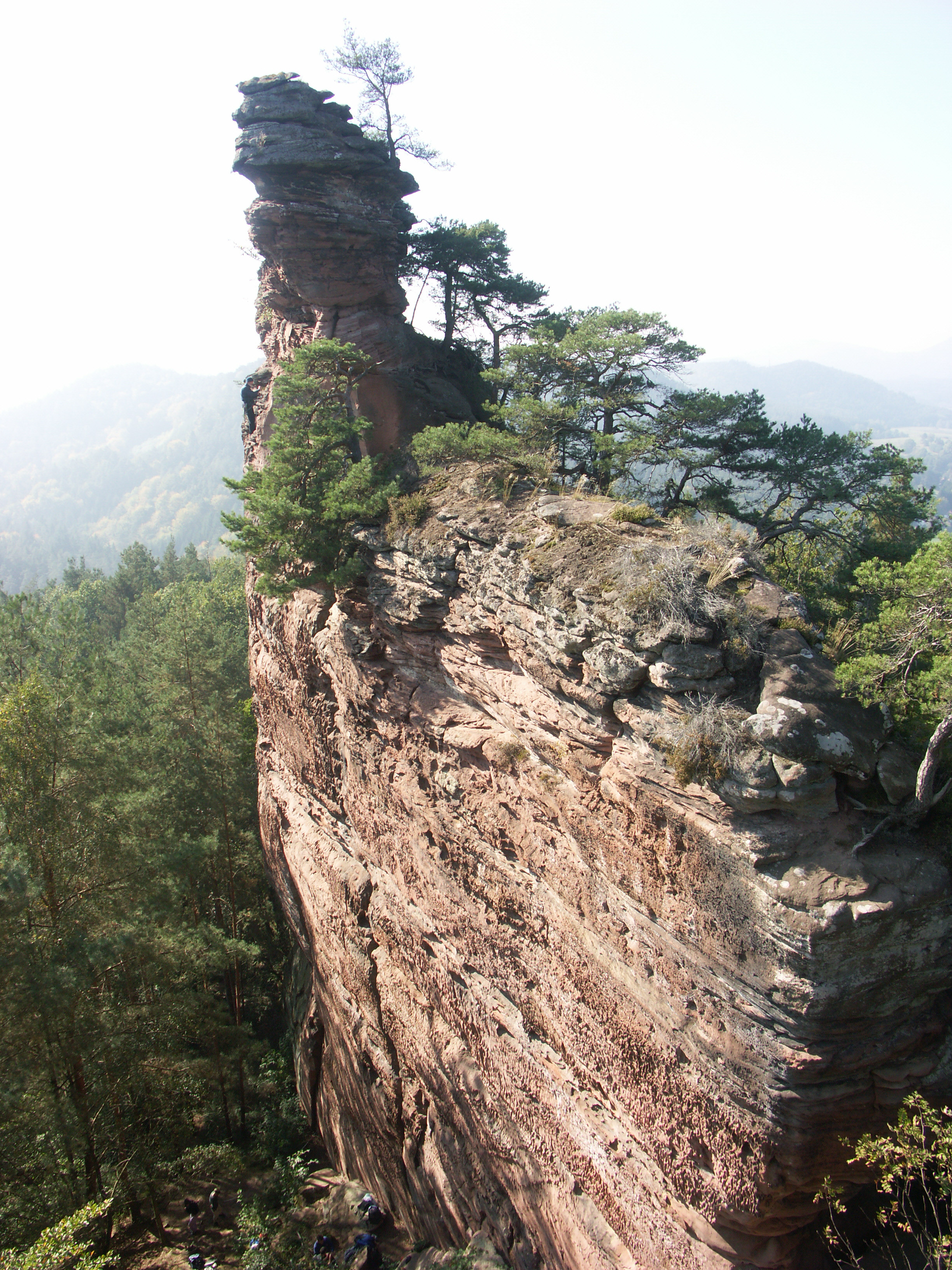
费尔希菲尔德塔（Pferchfeldturm）下的攀岩家

普法尔茨林山是一个有吸引力的徒步旅行地区，提供了广泛的步道网络。
2005年，在该地区中部建立了普法尔茨林山山地自行车公园，这是一个山地自行车路线网。
攀岩家和登山家欣赏达恩岩地的红色砂岩。

## 徒步
自上世纪初以来，普法尔茨林山已发展成为一个非常受欢迎的步行区，这得益于其自然景观景点、文化遗产和良好的基础设施，主要由普法尔茨林山俱乐部创建。它提供了100多个由普法尔茨林山俱乐部和自然之友的志愿者管理的步行小屋和类似设施。步行支持中心通常只能徒步进入，主要在周末开放。

### 徒步线路

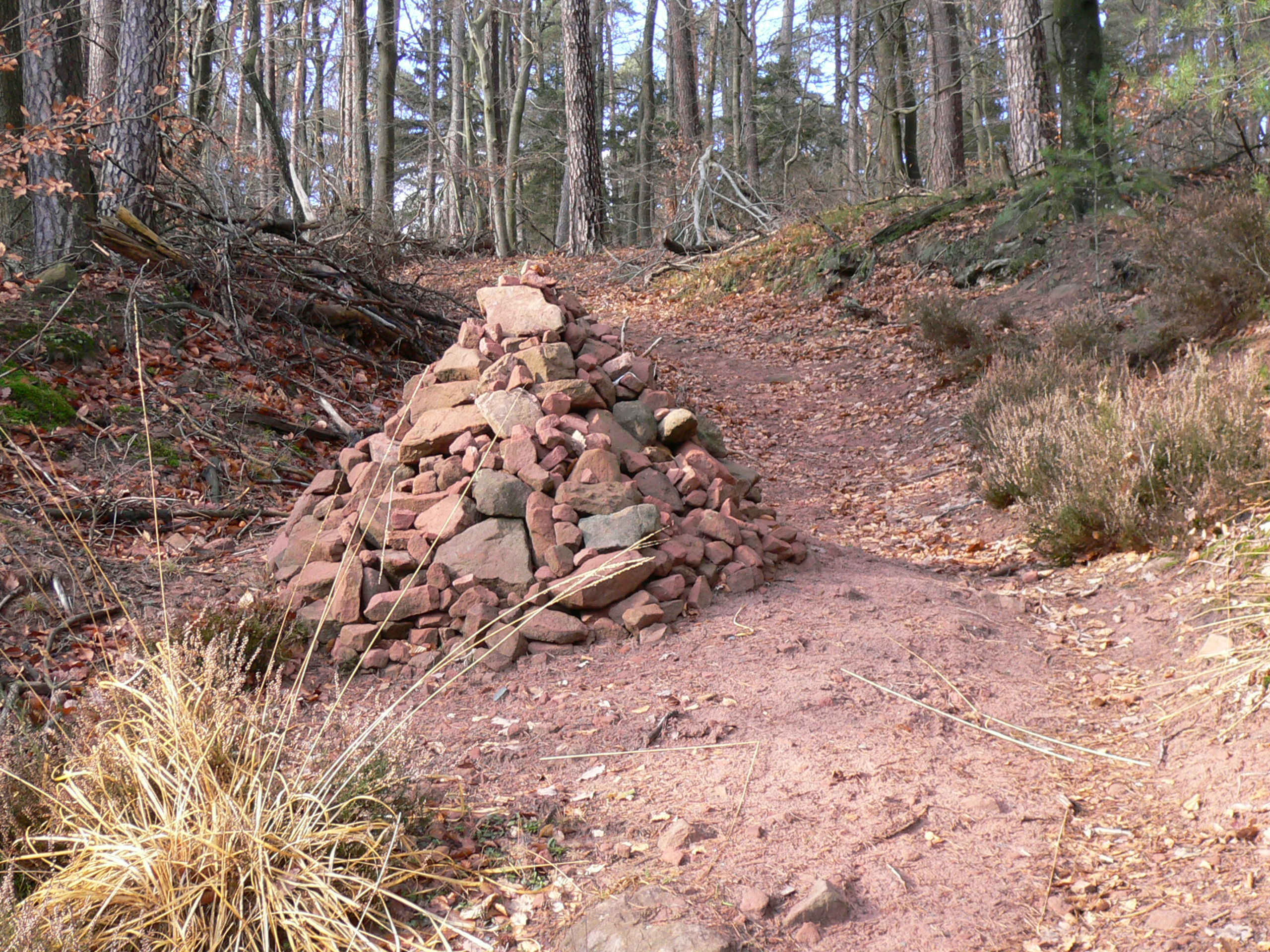
兰贝特十字（Lambertskreuz）森林小屋附近的石堆标记

山脉纵横交错，有一个密集的标记小径网络，总长超过12000公里，其中大部分是由普法尔茨林山俱乐部的志愿者建立的，他们继续维护这些小径。其中包括几条重要的国际和国家长途路径，将林山地区与欧洲和国家长途小径网络连接起来。
众所周知的例子包括普法尔茨圣詹姆斯之路（路标：蓝色田野上的扇贝）、皮尔马森斯-贝尔福长距离路径（路标：黄色条）或弗兰肯-黑森-普法尔茨（Franken-Hessen-Kurpfalz）长距离路径。这些主要步行路线由大量不同长度的区域步道（线性步道和环形步道）补充，其中包括主题步道（如森林教育步道）、岩石步道（如罗达尔布-岩石步道）、河边和湖边步道（如黑尔特斯贝格附近的喷泉道等）以及普法尔茨旅游局发起的所谓“高级”步道（如普法尔茨森林小径或岩地传说之路等）。在杂色砂岩山丘上也很容易进行跨境徒步旅行，因为普法尔茨林山俱乐部和法国的同行孚日俱乐部（法语：Club Vosgien）自成立100多年以来，已经开发了几乎相同的路标系统（例如不同颜色的点、条、十字路标和菱形路标），并且在边境地区开发了密集的公共步道网络。在这样做的过程中，两家俱乐部都非常谨慎，尽可能确保路线不遵循“森林高速公路”，而是使用狭窄的人行道和山路。

### 观景点
由于其丰富的乡村挂毯，普法尔茨林山有许多非常多样化的景点：

#### 观景塔

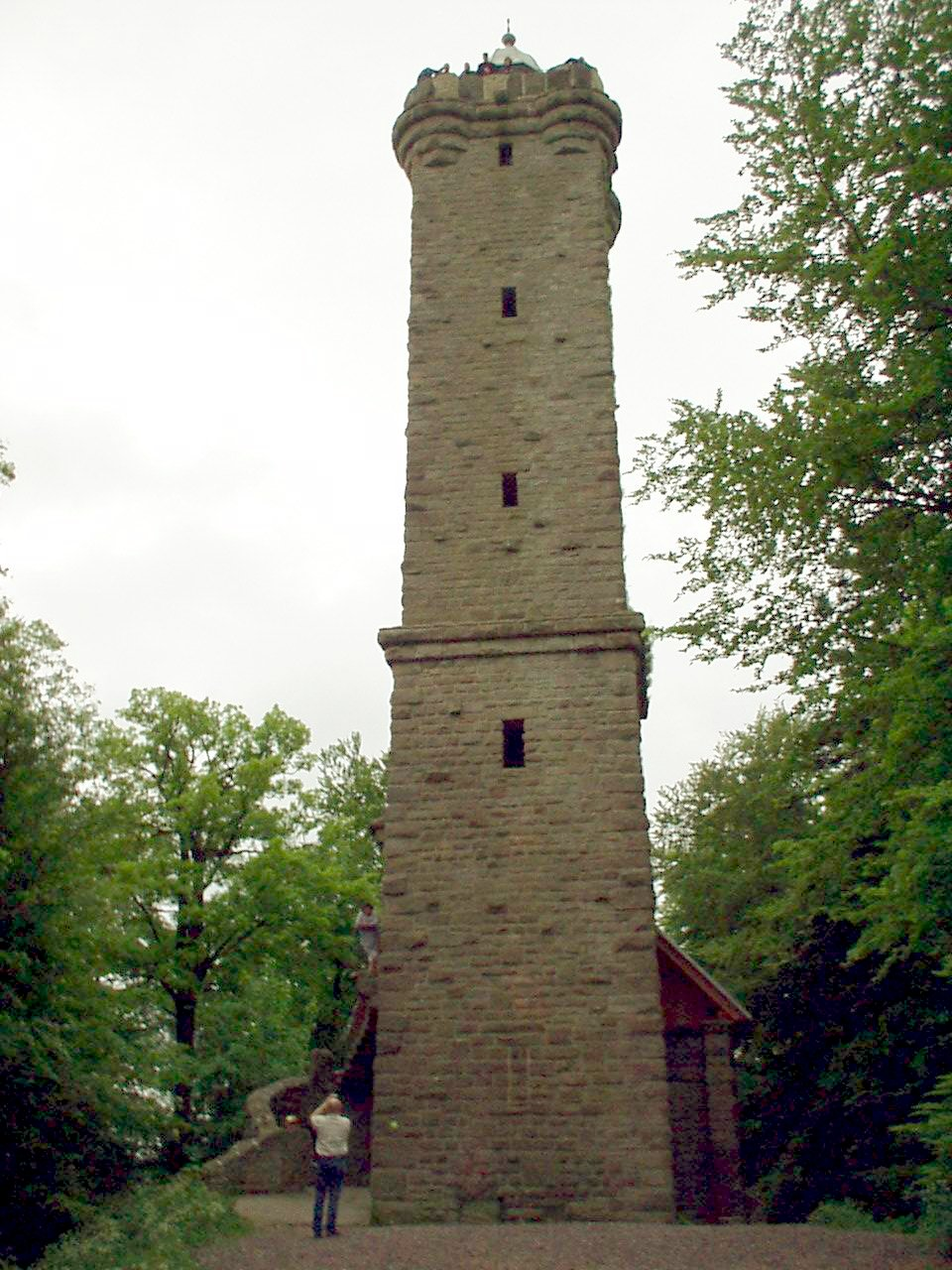
魏森山上的卢伊特波尔德塔楼

在山脉的东北部，以下目的地值得一提：埃克科普夫塔（代德斯海姆附近）、俾斯麦塔（巴特迪尔克海姆附近）和魏恩比特的观测塔。游客可以看到很好的全景，尤其是北部和东部，远至欧登瓦德山。在山脉的中部和南部，良好的观景塔包括施泰格科普夫的珊策尔塔、安韦勒附近的雷山及塔和多伦巴赫附近的施泰菲尔斯山塔。雷山的顶峰金字塔以其全景而闻名。普法尔茨林山中心的代表是伊戈尔巴赫附近辛德许贝尔山上的塔楼、埃施科普夫上的塔楼，尤其是海尔梅尔贝格霍夫附近的卢伊特波尔德塔楼，它提供了迄今为止最广阔的普法尔茨林山全景。根据温弗里德·朗的精确几何学研究，从这一点位可以看到350多个山丘和山顶。

#### 岩石景观
最著名的岩层是位于伊森阿赫河和施派尔巴赫河谷之间的龙岩（“Drachenfels”），尤其是阿尔伯斯韦勒附近的奥伦岩，从那里可以俯瞰到东南部的瓦斯高和南魏恩施特拉瑟县。在樱桃岩（安韦勒弗斯特豪斯附近）上安装了座位，游客可以像在露天剧院一样欣赏“自然歌剧”。布森山附近的布尔施泰纳岩有一种高山的感觉，豪恩施泰因附近的许讷施泰因岩也有这种感觉，它可以通过梯子和栏杆进入，可以在适当的时候攀爬。

#### 城堡
罗特上方的里特堡为莱茵河平原提供了一个“观景平台”，而瓦斯高地区的岩石城堡，例如安韦勒附近的特里菲尔斯、阿内波斯和沙尔芬贝格三位一体的城堡，以及前魏登谷附近的林德尔布伦城堡，使人们能够体验到各种各样的普法尔茨杂色砂岩山丘。韦格伦堡城堡是普法尔茨地势最高的城堡遗址，靠近申瑙，从梅扎尔本附近的格莱芬施泰因城堡可以360°全景欣赏德国和法国的瓦斯高（孚日）地区。游客可以很好地看到普法尔茨林山西部生物圈保护区的核心区。